# Železniční trať Praha–Děčín

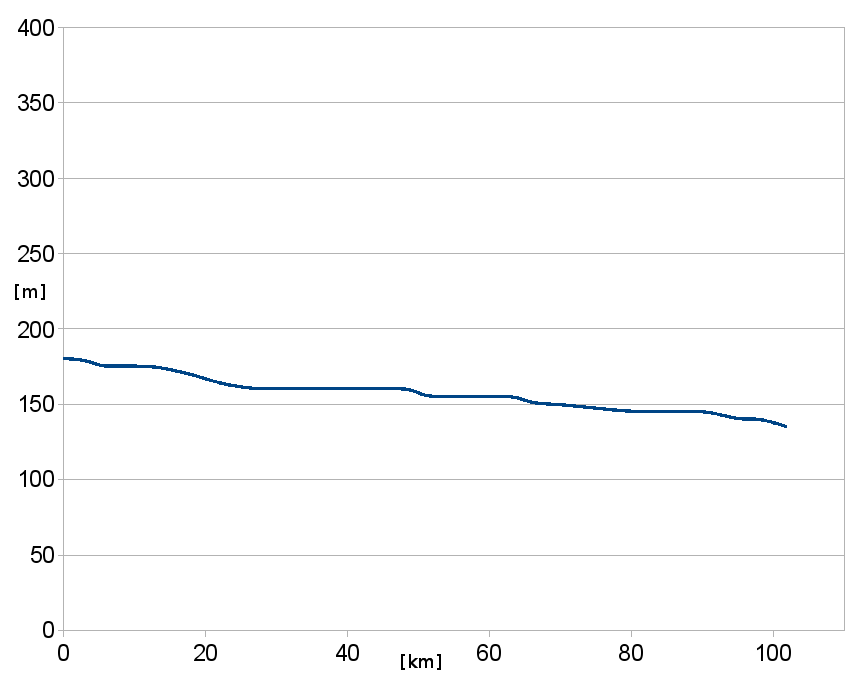
Výškový profil trati 090 ve směru od Kralup nad Vltavou do Děčína

Železniční trať Praha–Děčín, v jízdním řádu pro cestující označená číslem 090, regionální doprava v úseku Praha – Kralupy nad Vltavou vyčleněna do tabulky 091, úsek Ústí nad Labem – Děčín je součástí trati 130 a v tabulce 090 jsou uvedeny jen přímé vlaky, vede z Prahy do Děčína přes Kralupy nad Vltavou, Vraňany, Hněvice, Roudnici nad Labem, Lovosice a Ústí nad Labem. Dvoukolejná elektrizovaná trať je součástí 1. tranzitního koridoru a součástí celostátní dráhy.
Doprava na ní byla zahájena roku 1850, kdy byla vybudována jako součást Severní státní dráhy. V Roudnici nad Labem kvůli ní byla zbourána část historického centra, konkrétně západní mostecká věž a kostel svatého Václava, založený pražským biskupem Janem IV. z Dražic ve 30. letech 14. století. Od roku 1979 do roku 1986 probíhala elektrizace trati. Na přelomu 20. a 21. století byla trať modernizována, takže v úseku Kralupy nad Vltavou – Lovosice mohou vlaky jezdit rychlostí až 160 km/h.
Celá trať vede po rovině v blízkosti řek Vltava a Labe. Od těchto řek se vzdaluje jen ve dvou úsecích, a to na vzdálenost nejvíce čtyř kilometrů. V úseku od Lovosic do Děčína vede v těsné blízkosti Labe. Prochází šesti tunely.

## Osobní doprava
V systému Esko Praha jsou na trati provozovány zastávkové vlaky jako linka S4 (úsek Praha – Vraňany – Hněvice). V Ústeckém kraji v systému RegioTakt Ústecký kraj, od 1. ledna 2015 Doprava Ústeckého kraje jezdí zastávkové vlaky v úseku Hněvice – Ústí nad Labem jako linka U4 (zpravidla jako prodloužení spojů linky S4 ve spolupráci se Středočeským krajem).
V úseku Ústí nad Labem – Děčín jezdí v rámci systému Doprava Ústeckého kraje linka U1, pokračující po jiné trati do Mostu a Chomutova.
Vlaky kategorie EuroCity jsou na českém území objednávány ministerstvem dopravy v rámci linky Ex5. Ministerstvo dále objednává dvě rychlíkové linky: linku R15 v trase Praha – Ústí nad Labem – Karlovy Vary – Cheb a linku R20 v trase Praha – Roudnice nad Labem – Ústí nad Labem – Děčín. Rychlíky linky R20 jsou v úseku Praha hlavní nádraží – Hněvice zařazeny do systému Esko Praha.
V rámci smluv s Ministerstvem dopravy na provoz linek R je ve vybraných stanicích pro odbavení cestujících otevřeno hned několik vnitrostátních a mezinárodních pokladen s minimální stanovenou otevírací dobou, dále je na trati ve vybraných stanicích zajištěno hygienické zařízení pro cestující, oddělené toalety pro pány a dámy a umývárny, vybavené umyvadlem, hygienickými prostředky a prostředky na usušení rukou, přístupné po celou provozní dobu stanic. Smlouva také upravuje úschovu zavazadel v některých stanicích. Poměrně zajímavé je zapojení ministerstva, Ústeckého a Středočeského kraje, kdy z dokomentů je možné vyčíst, že náklady na osobní pokladny v Hněvicích a Roudnici nad Labem si mezi sebe dělí tito tři, avšak kraj Středočeský negarantuje minimální služby. Na trati je možné využít i regionální jízenky PID (Praha - Roudnice n.L.) a DÚK (Děčín - Hněvice) mimo linky Ex5.
Linka S4 (osobní vlaky) má jako výchozí stanici Praha Masarykovo nádraží, rychlíky a mezistátní vlaky EC a EN stanici Praha hlavní nádraží.

### Souhrnná doprava
Do 12. prosince 2015 byl tradičně v jízdním řádě pro cestující vyčleňován jako trať 091 (původně 9a) úsek pojížděný pražskou příměstskou dopravou, pro který byl v minulosti používán, podobně jako u jiných tratí, termín „souhrnná doprava“. Naposledy šlo o úsek z Prahy do Vraňan, ale dříve, střídavě v různých obdobích, naposledy do 11. prosince 2010, byl vyčleňován pouze úsek Praha – Kralupy nad Vltavou.
Označení 091 je od 13. prosince 2015 použito pro tabulku vlaků Praha-Hostivař – Praha-Libeň – Roztoky u Prahy, jezdících v úseku odb. Rokytka – Roztoky u Prahy po popisované trati.

## Stanice a zastávky

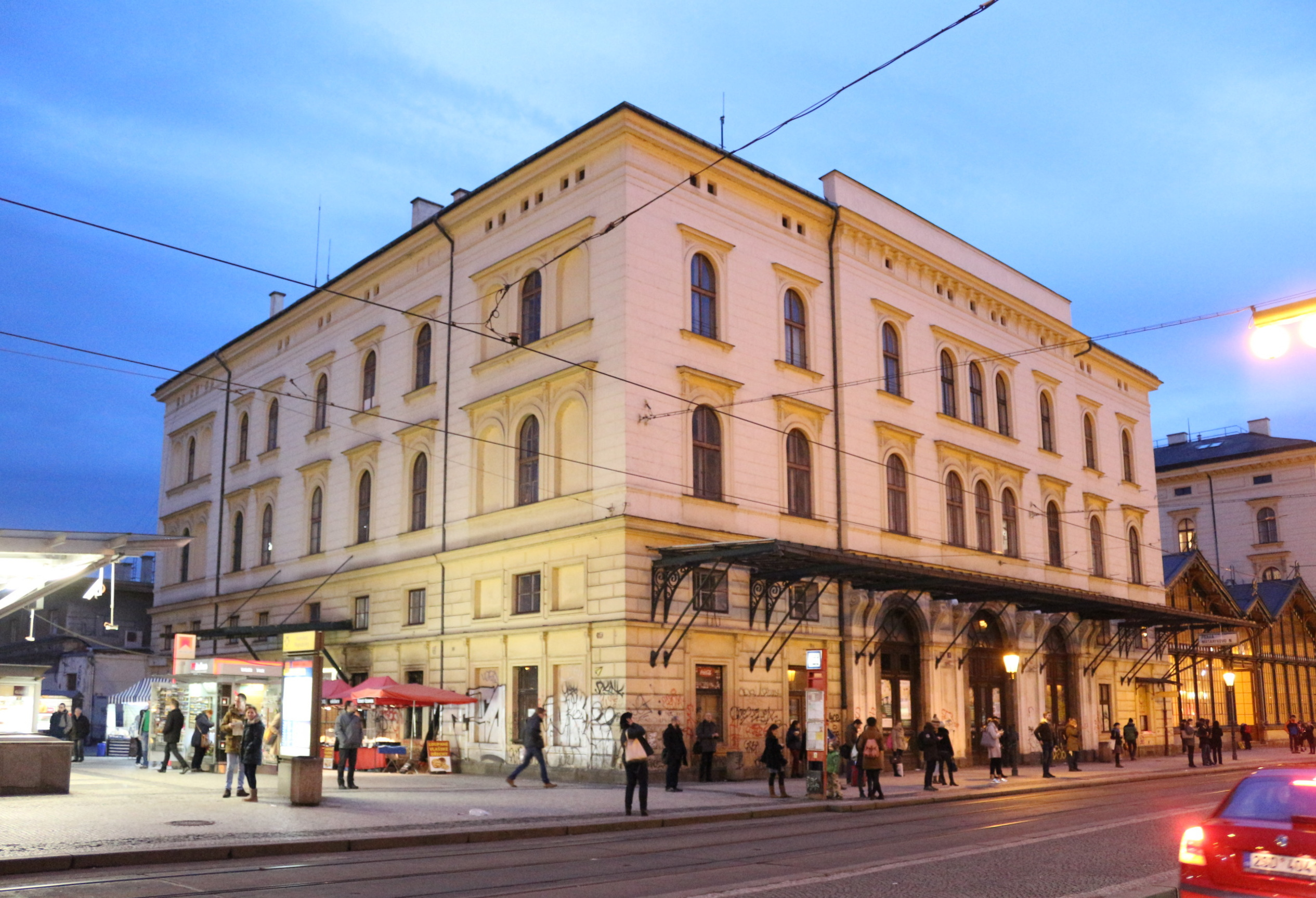
Praha Masarykovo nádraží
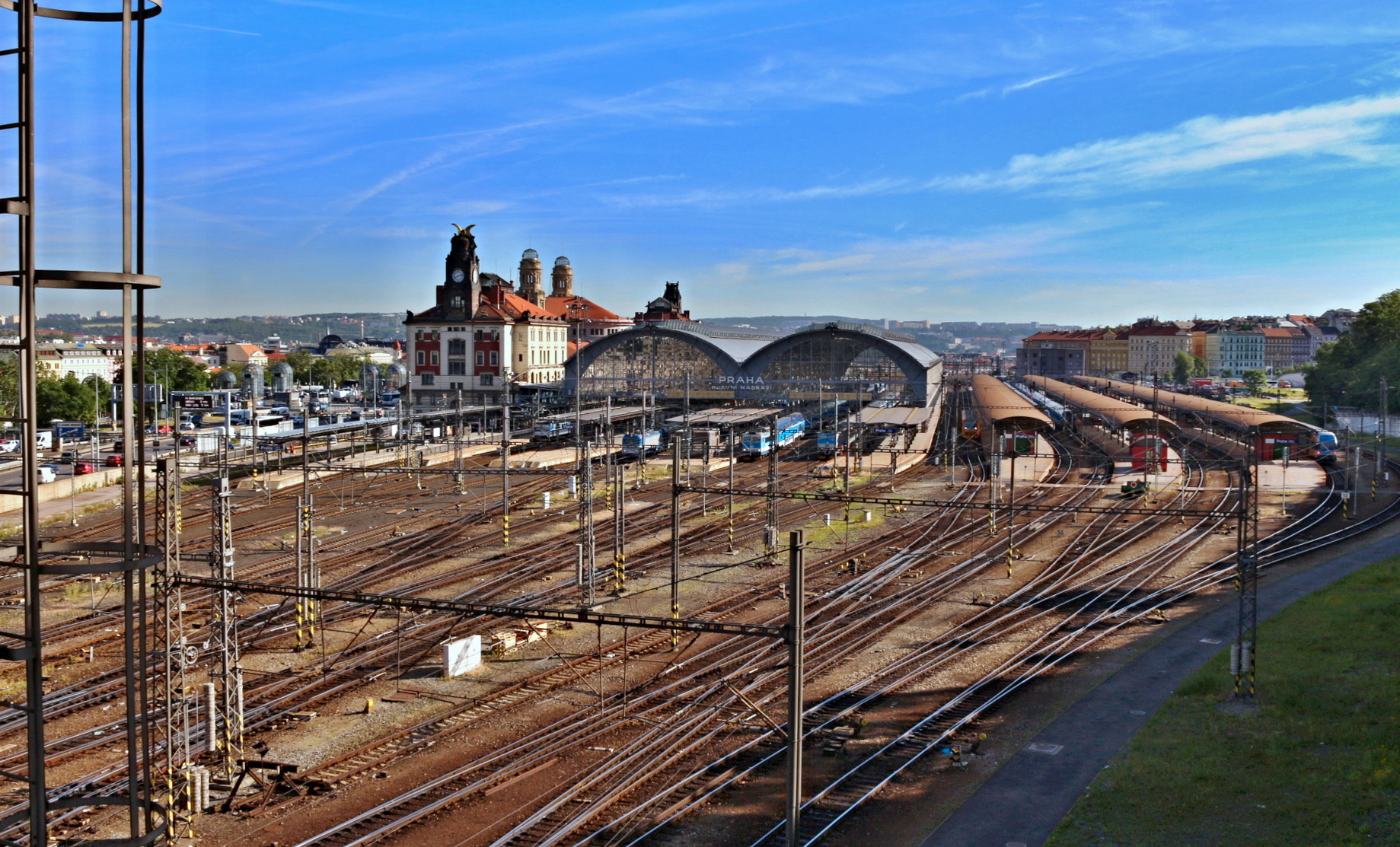
Praha hl. n.
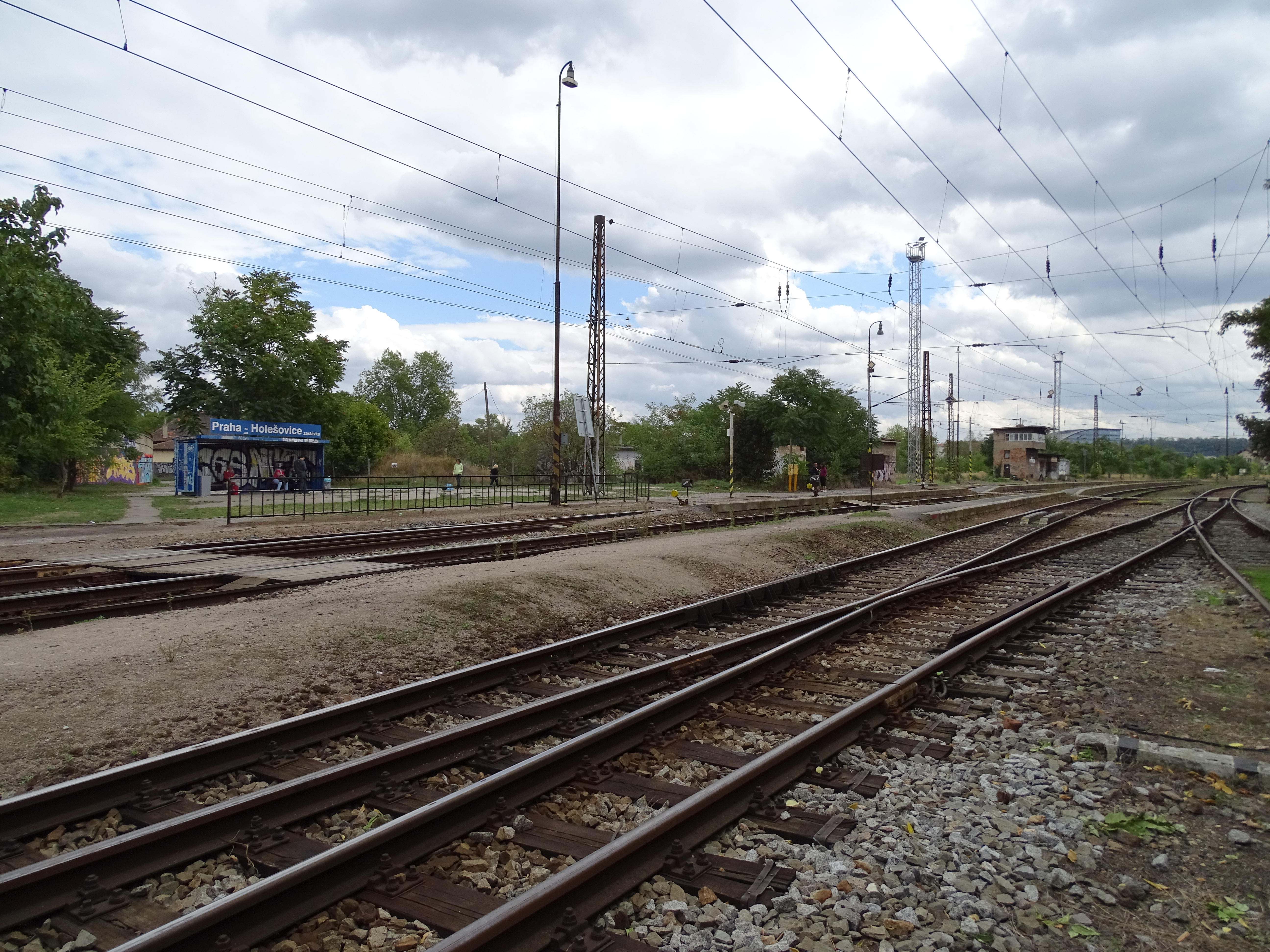
Praha-Holešovice zastávka
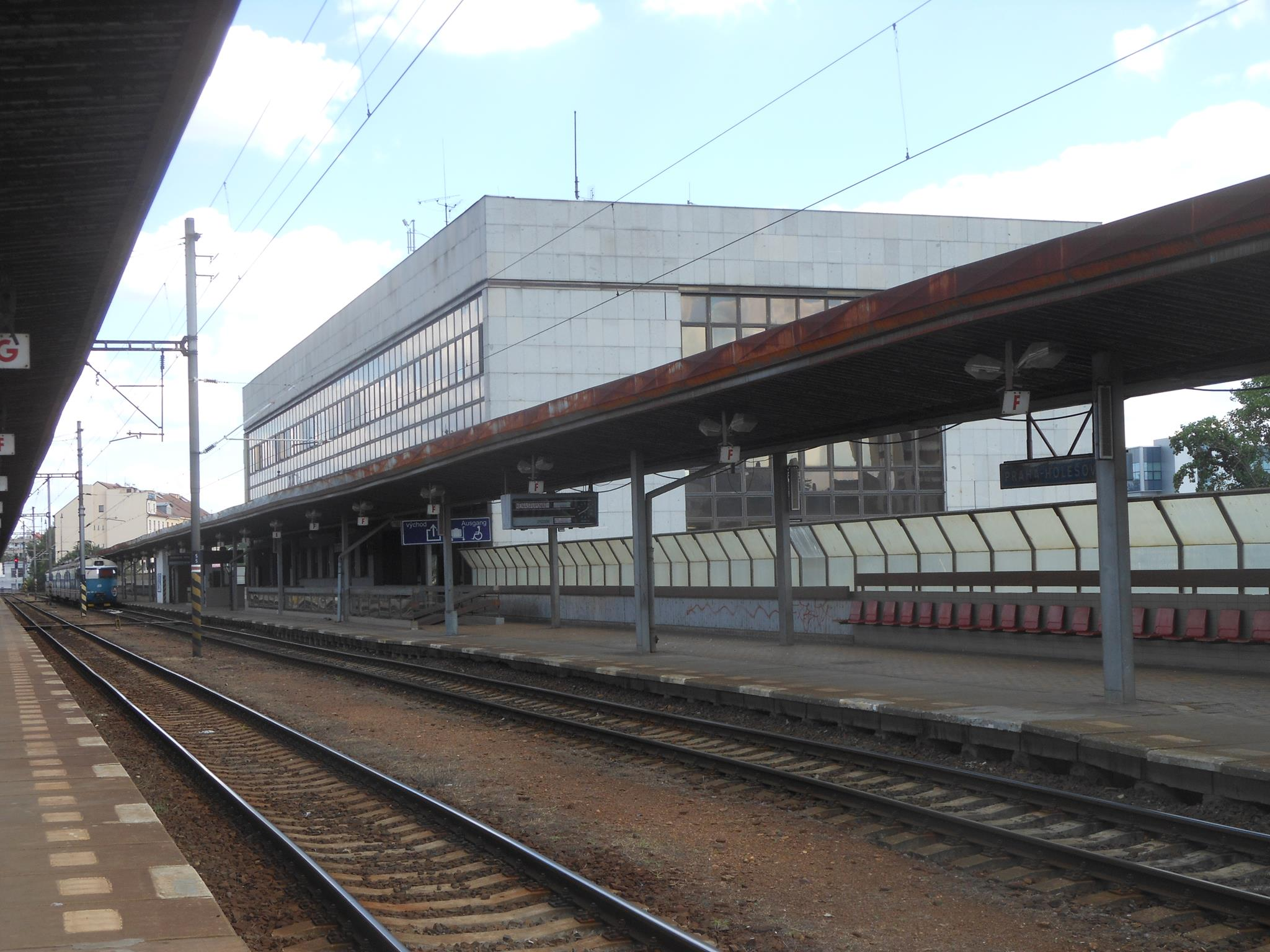
Praha-Holešovice
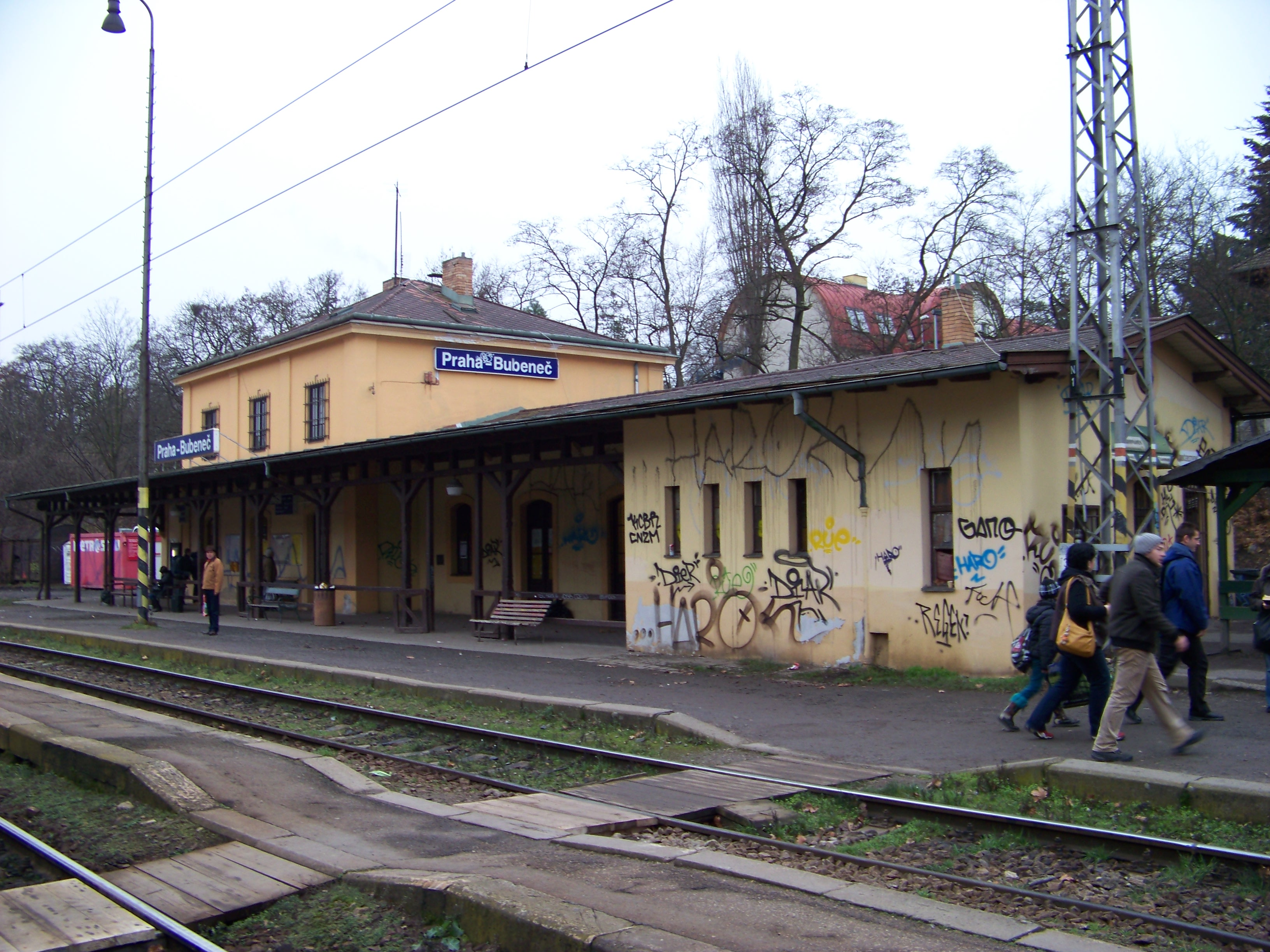
Praha-Bubeneč
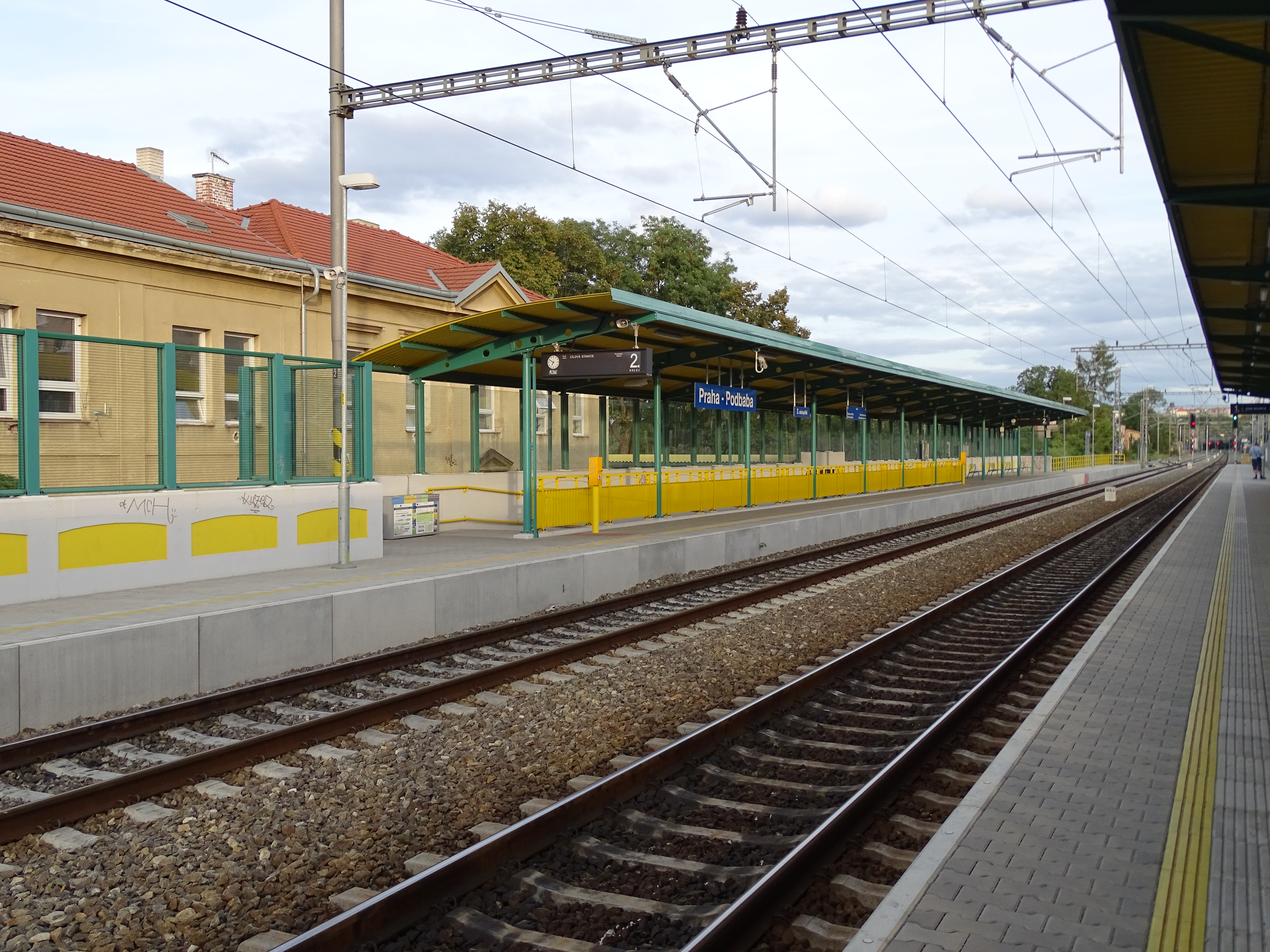
Praha-Podbaba
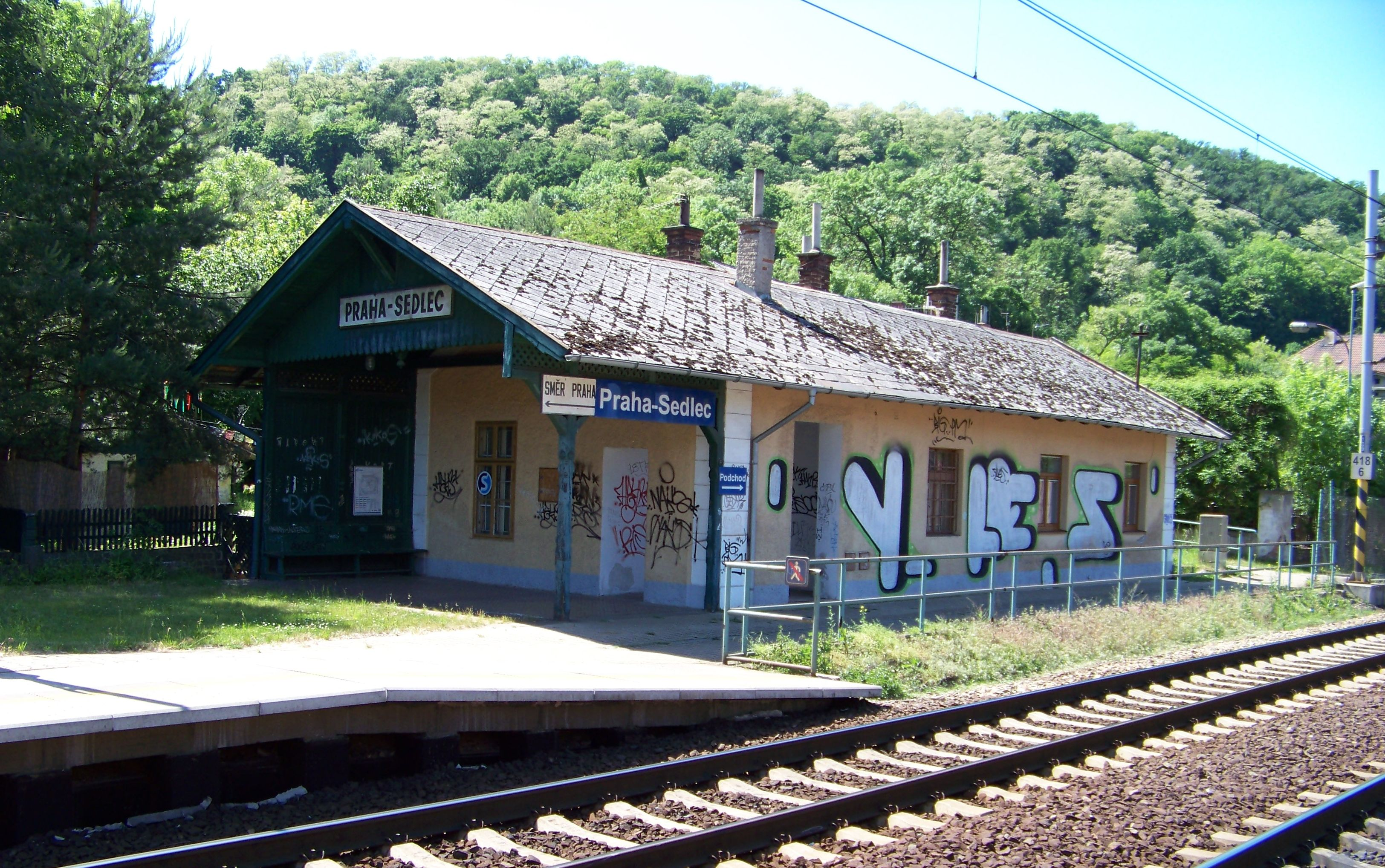
Praha-Sedlec
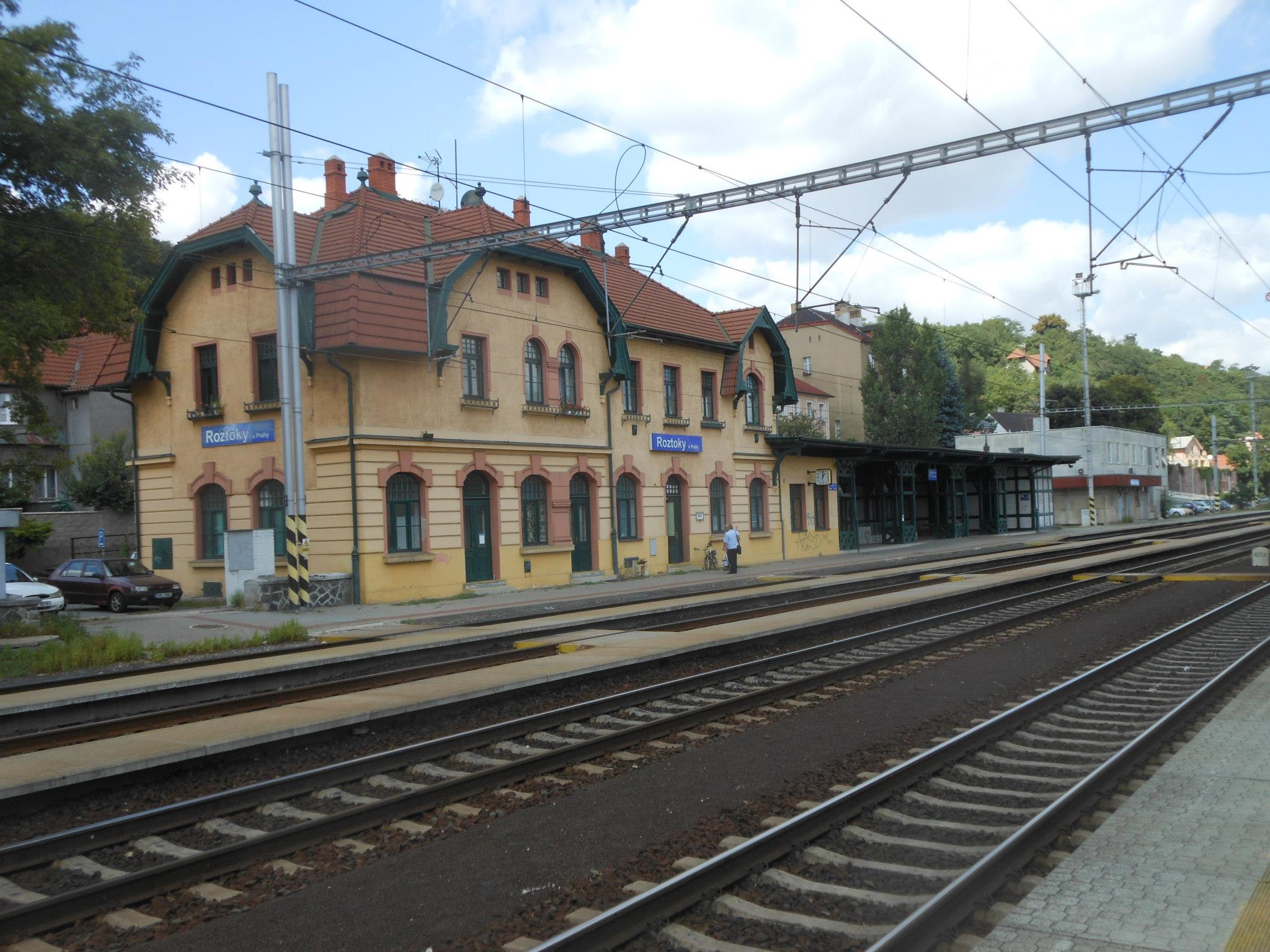
Roztoky u Prahy
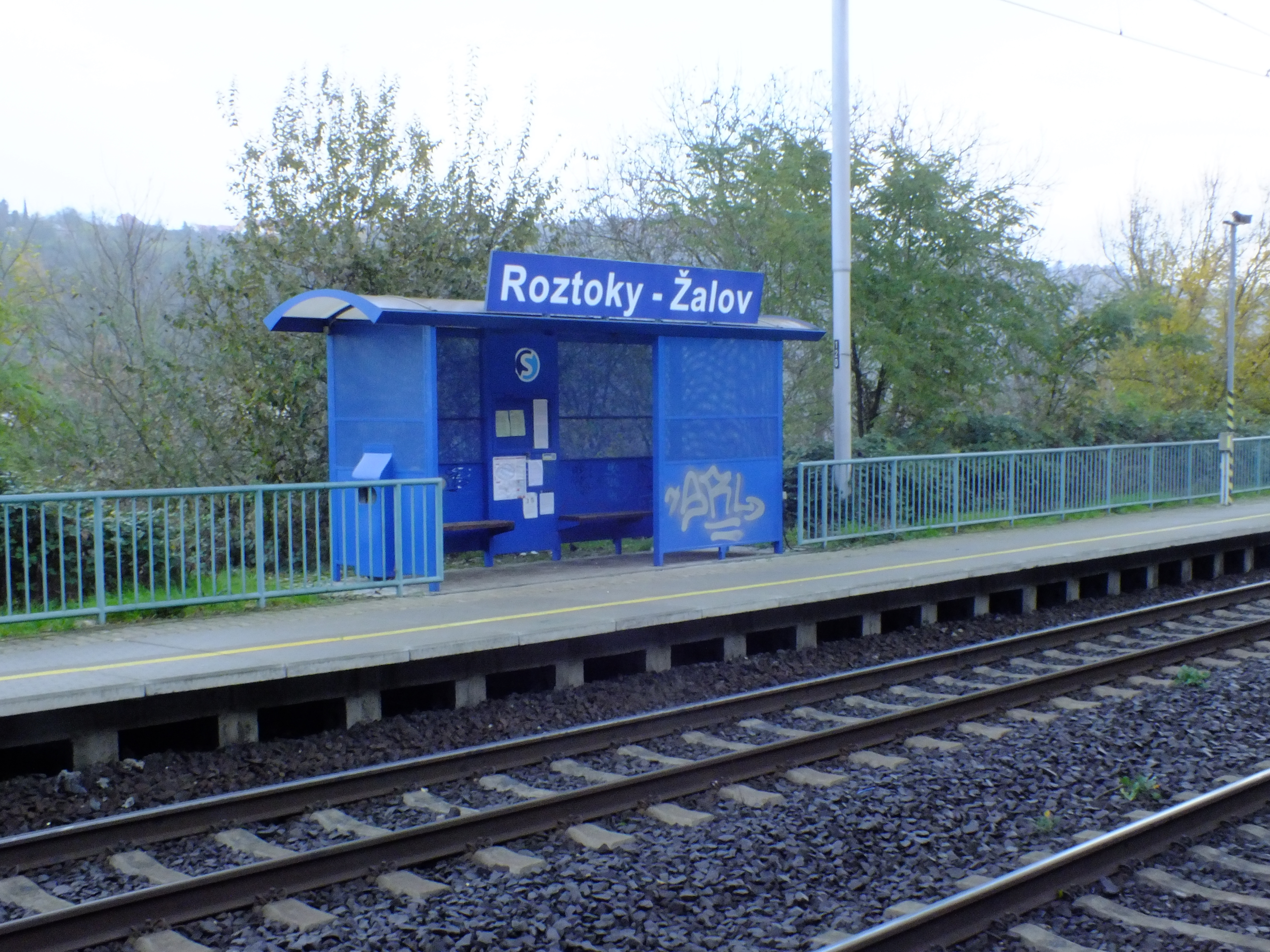
Roztoky-Žalov
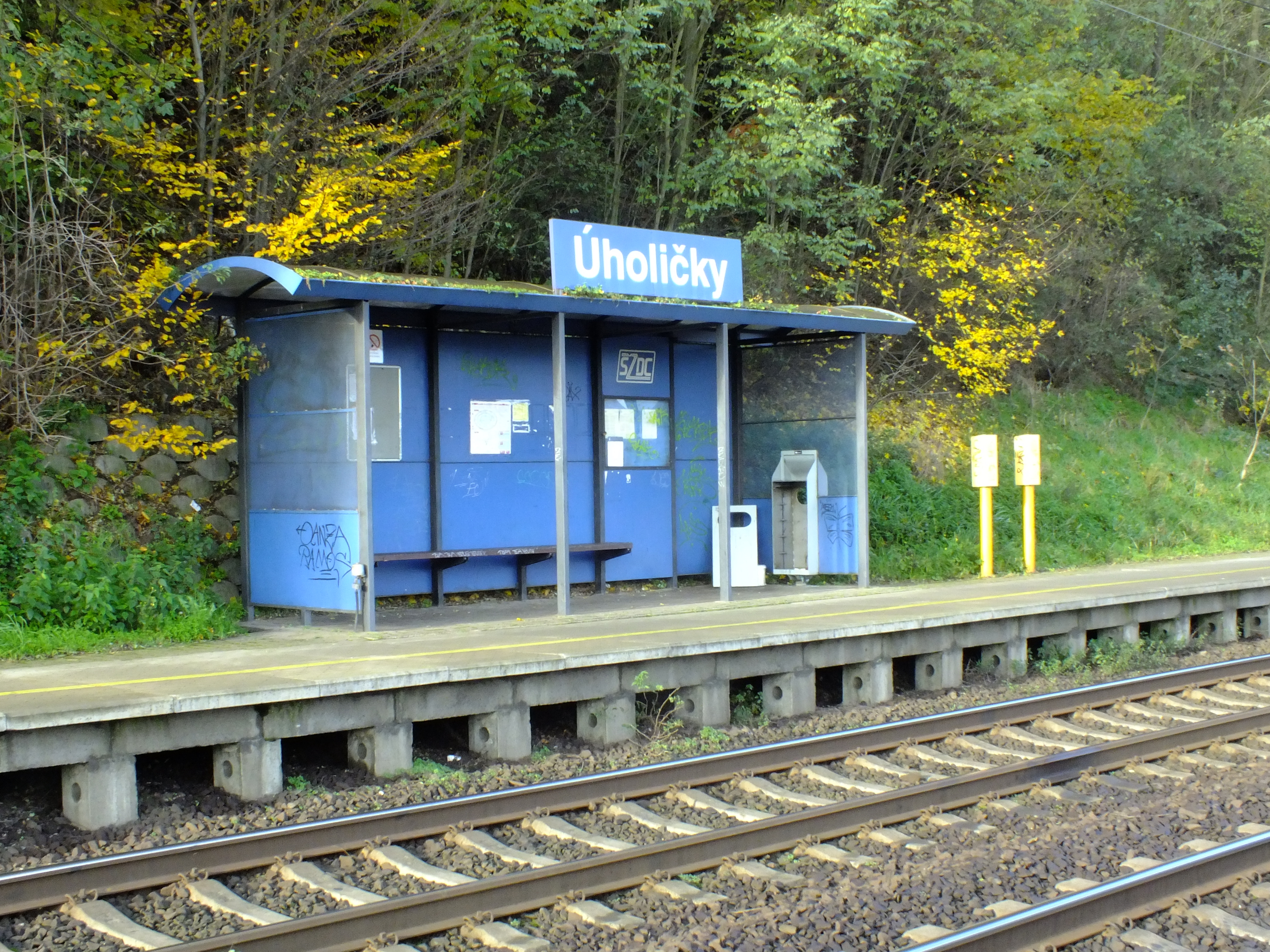
Úholičky
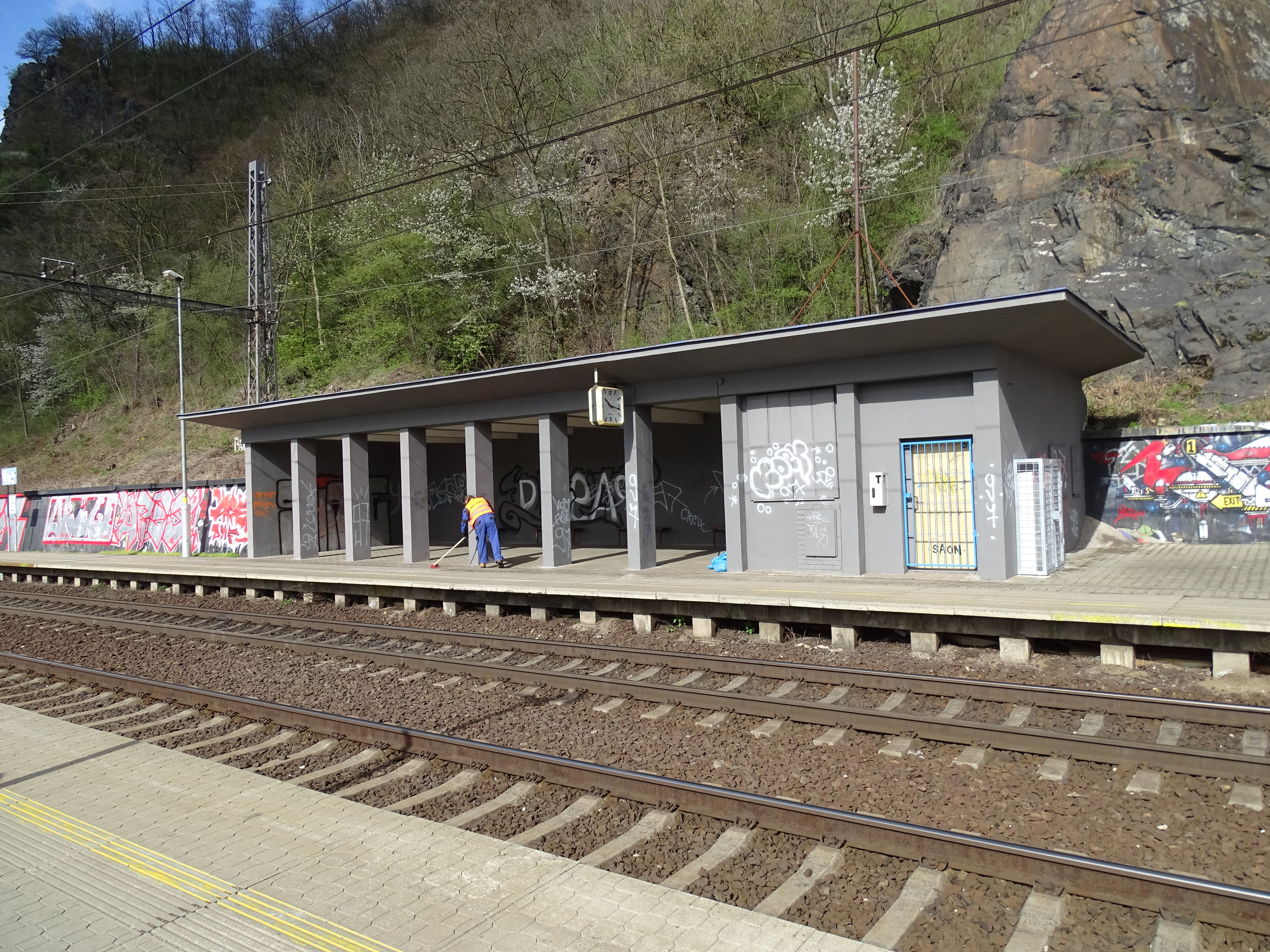
Řež
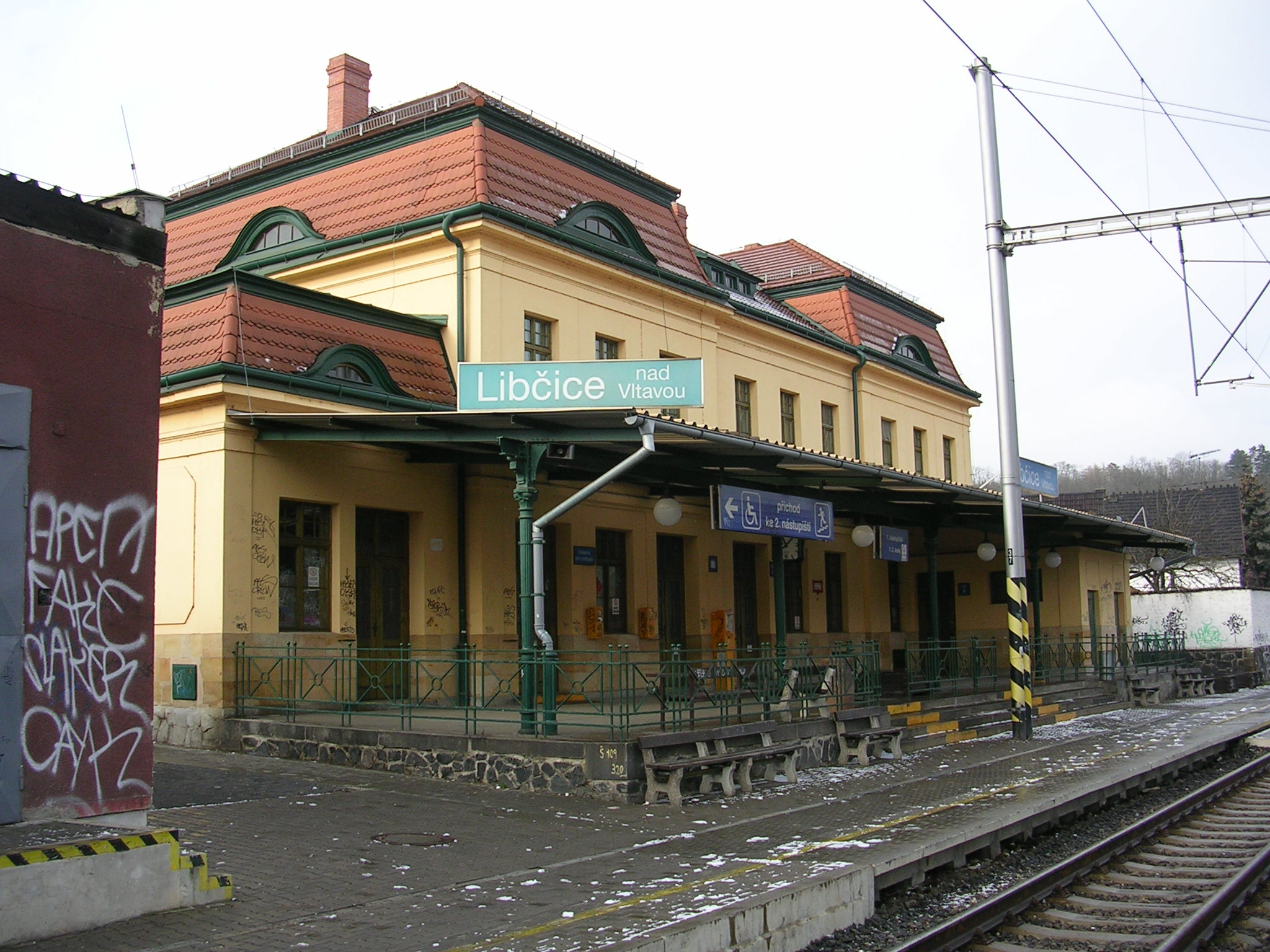
Libčice nad Vltavou
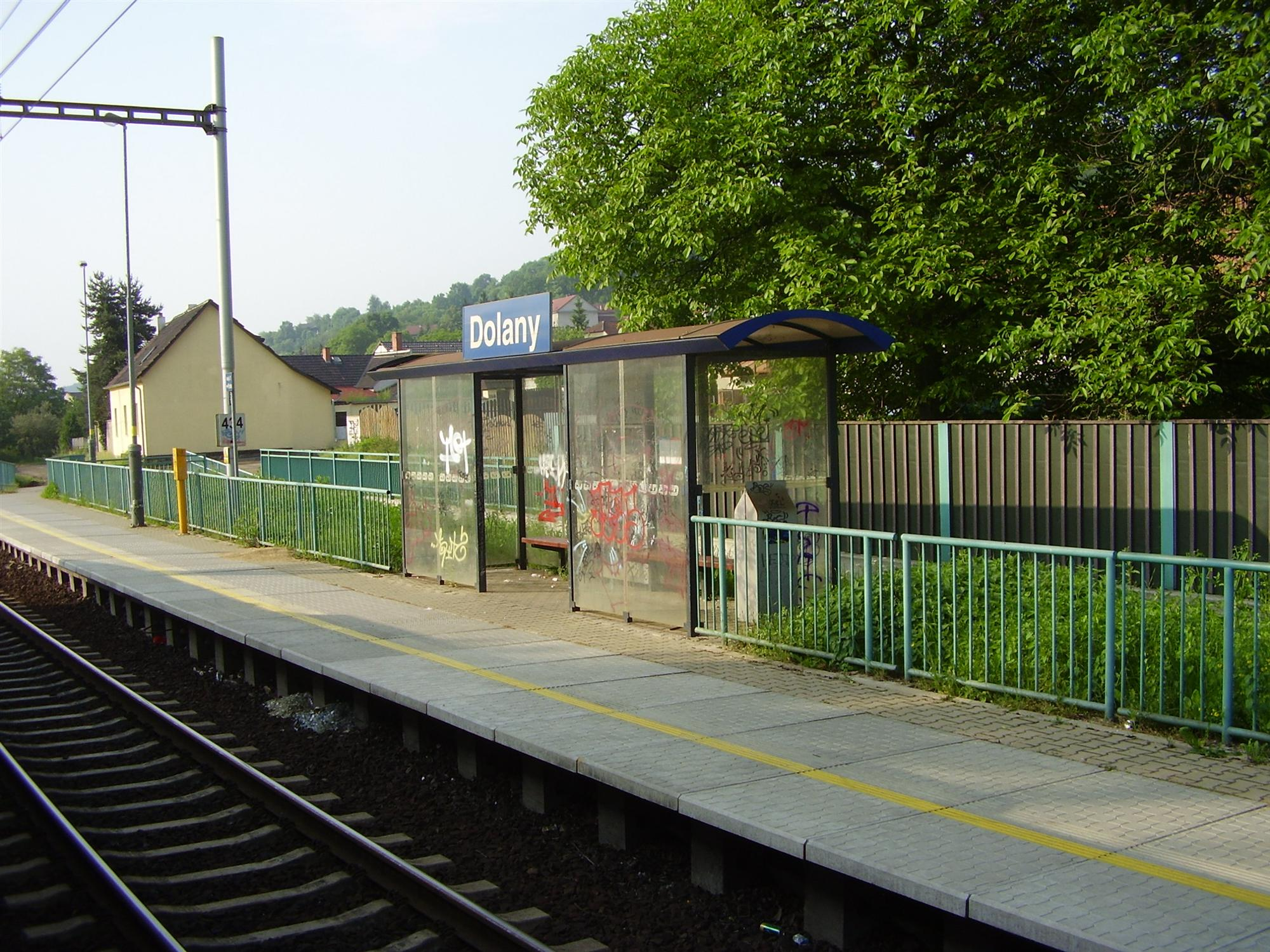
Dolany
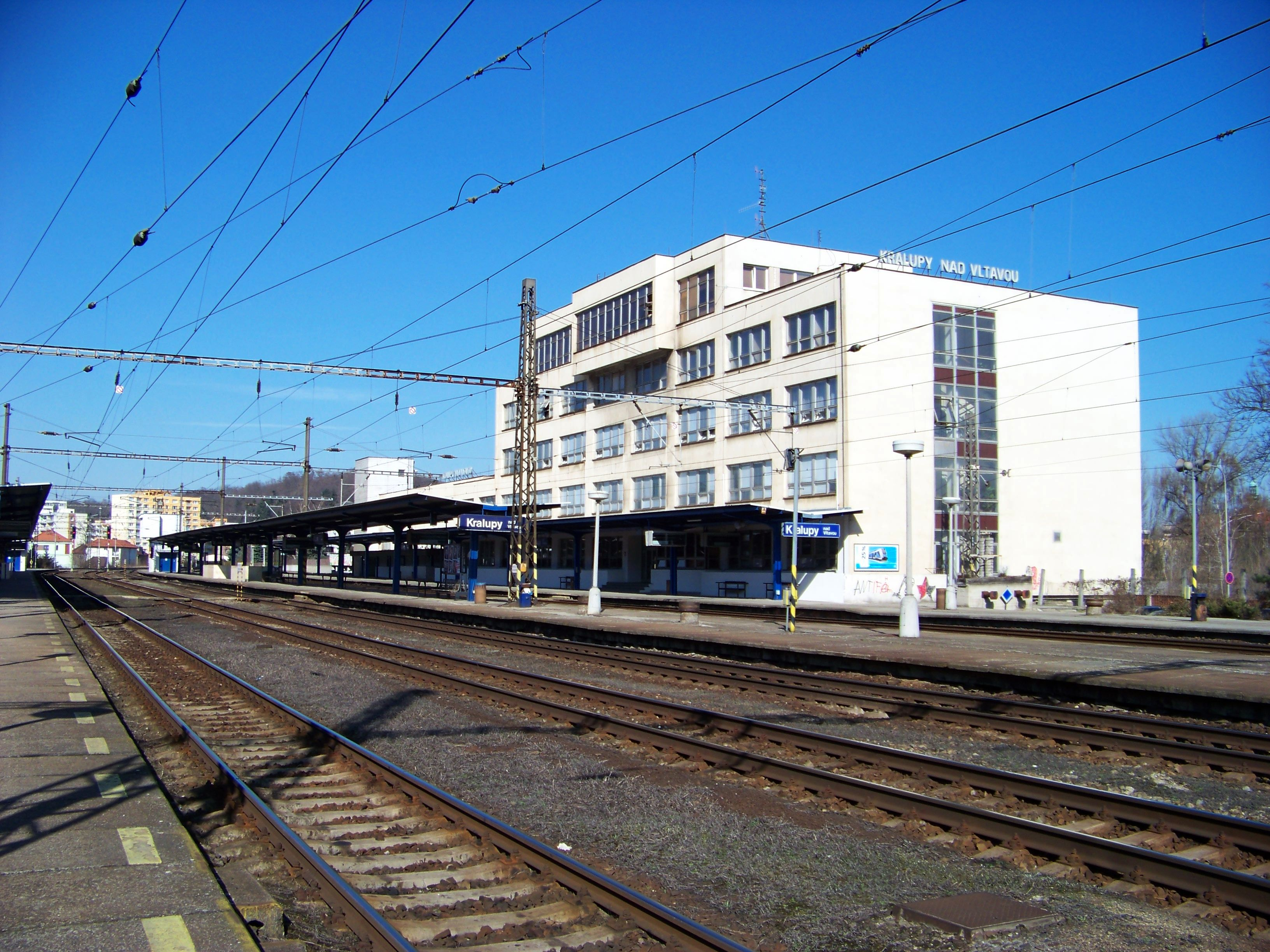
Kralupy nad Vltavou
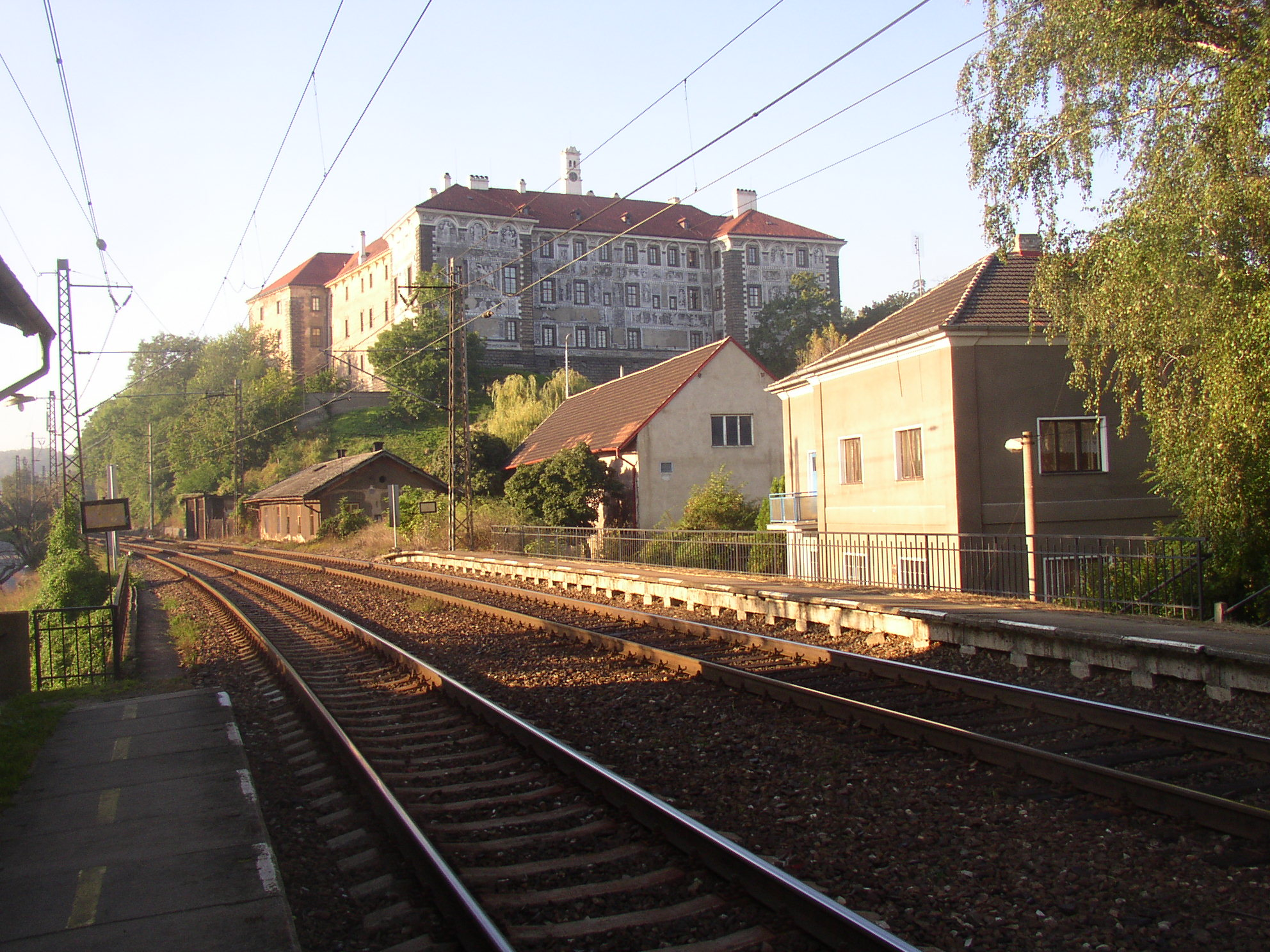
Nelahozeves zámek
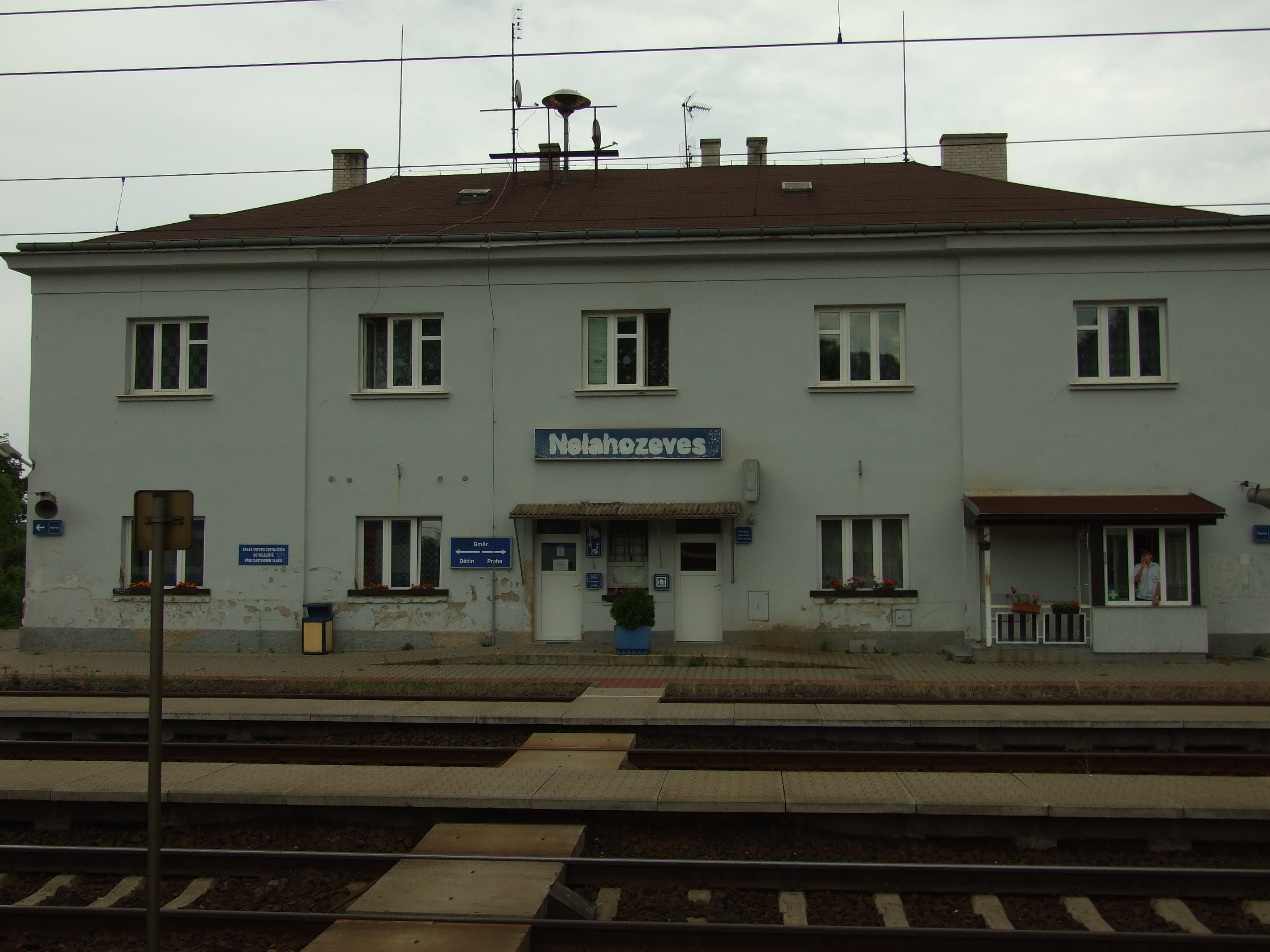
Nelahozeves
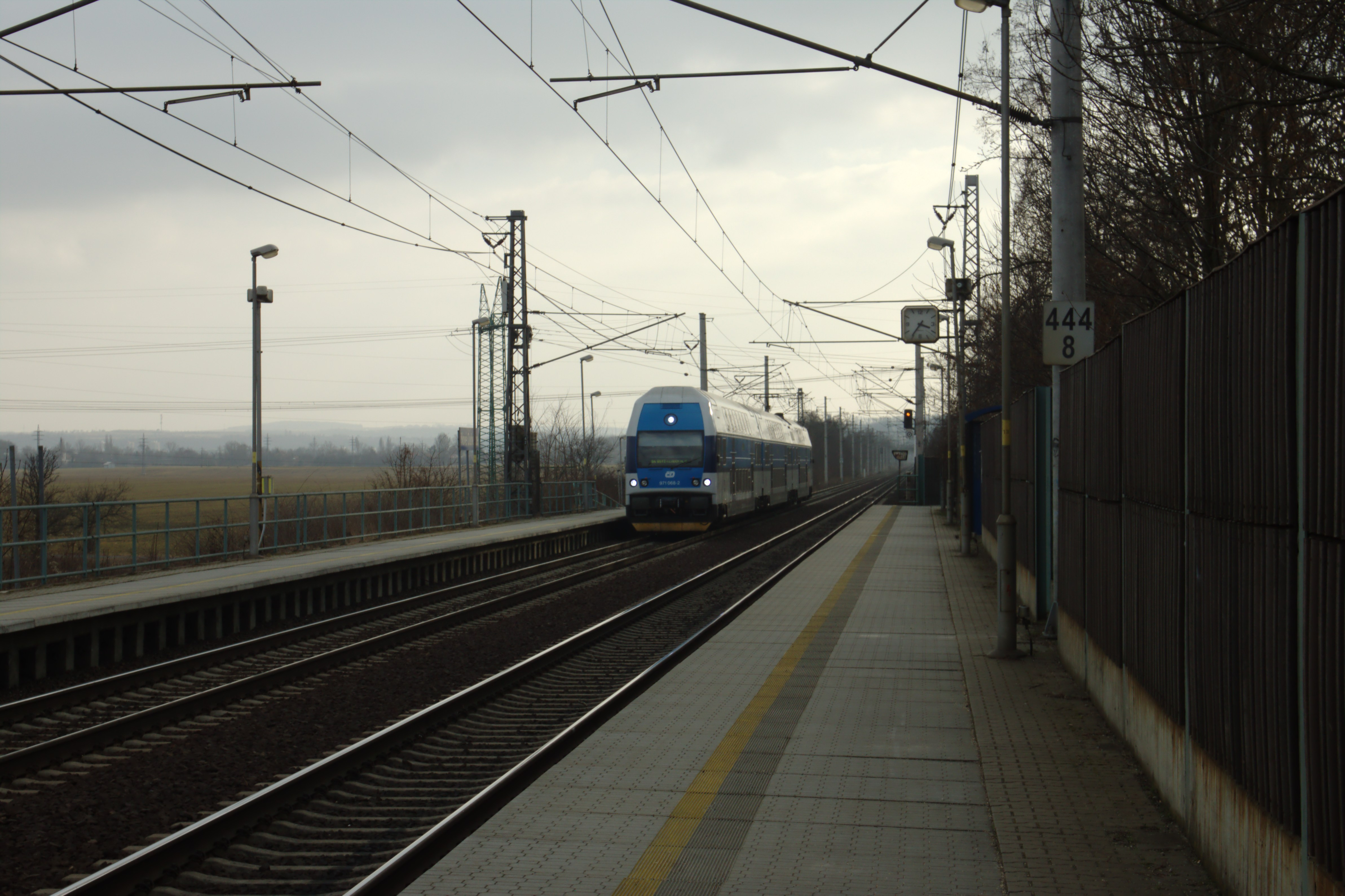
Nové Ouholice
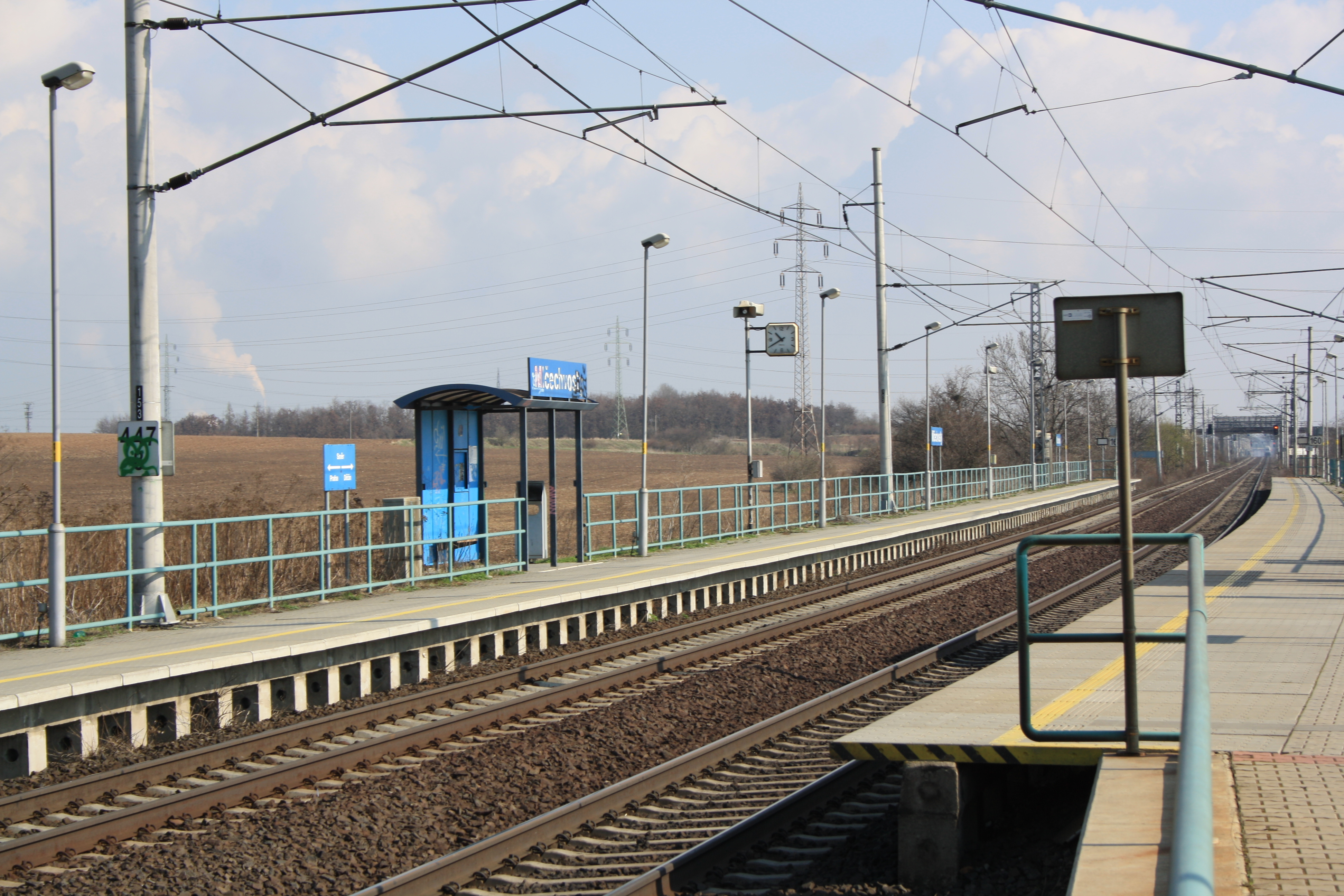
Mlčechvosty
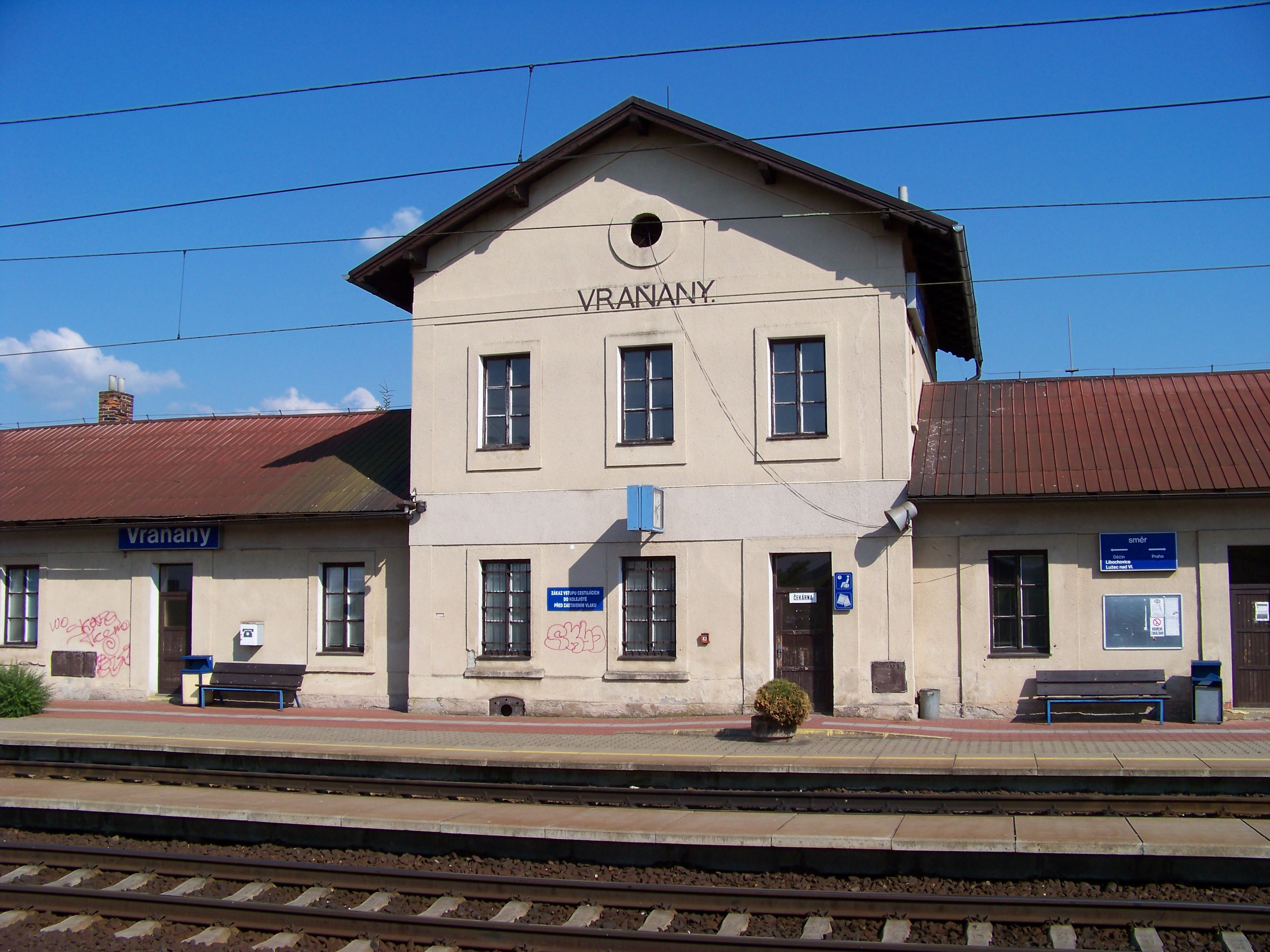
Vraňany
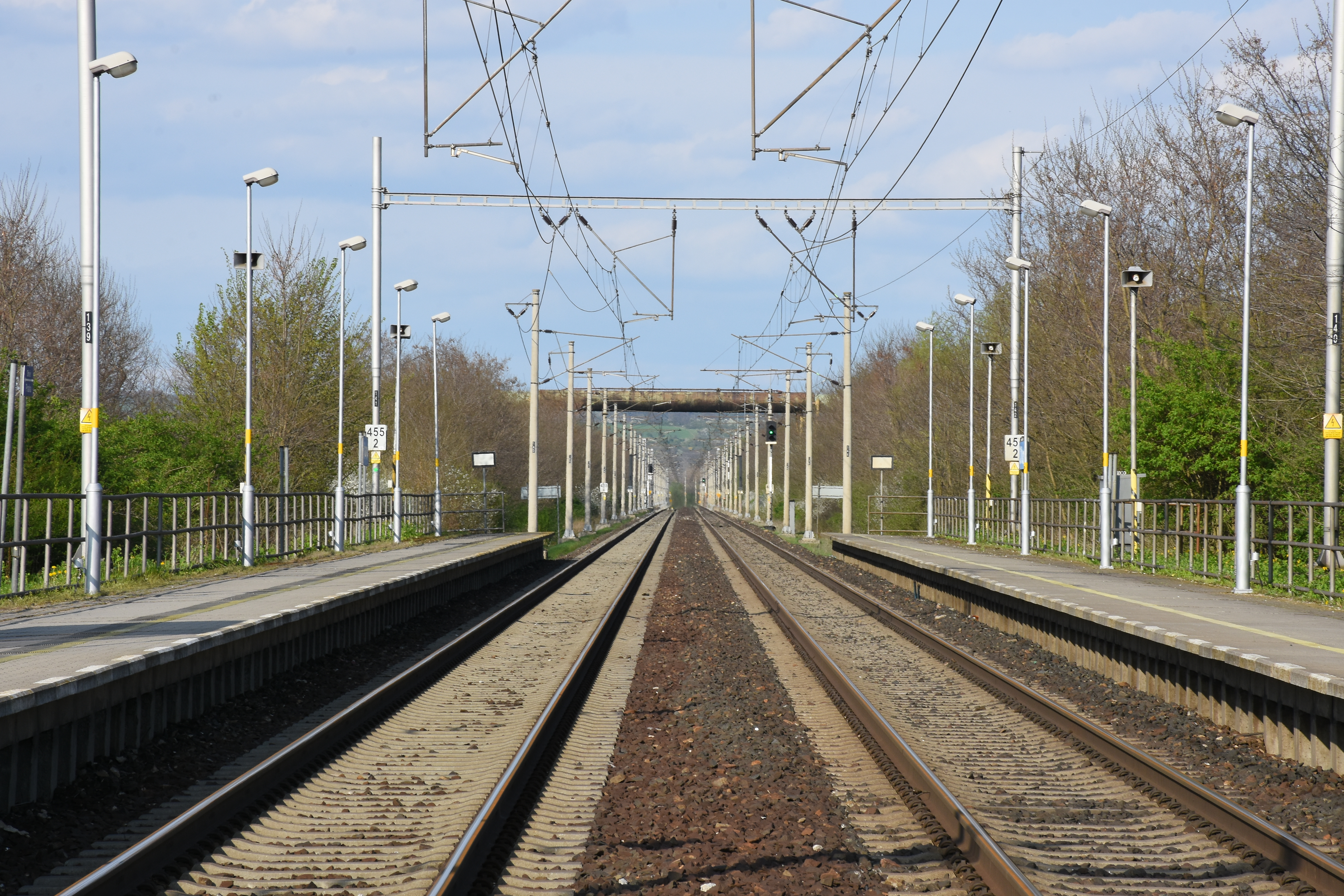
Cítov
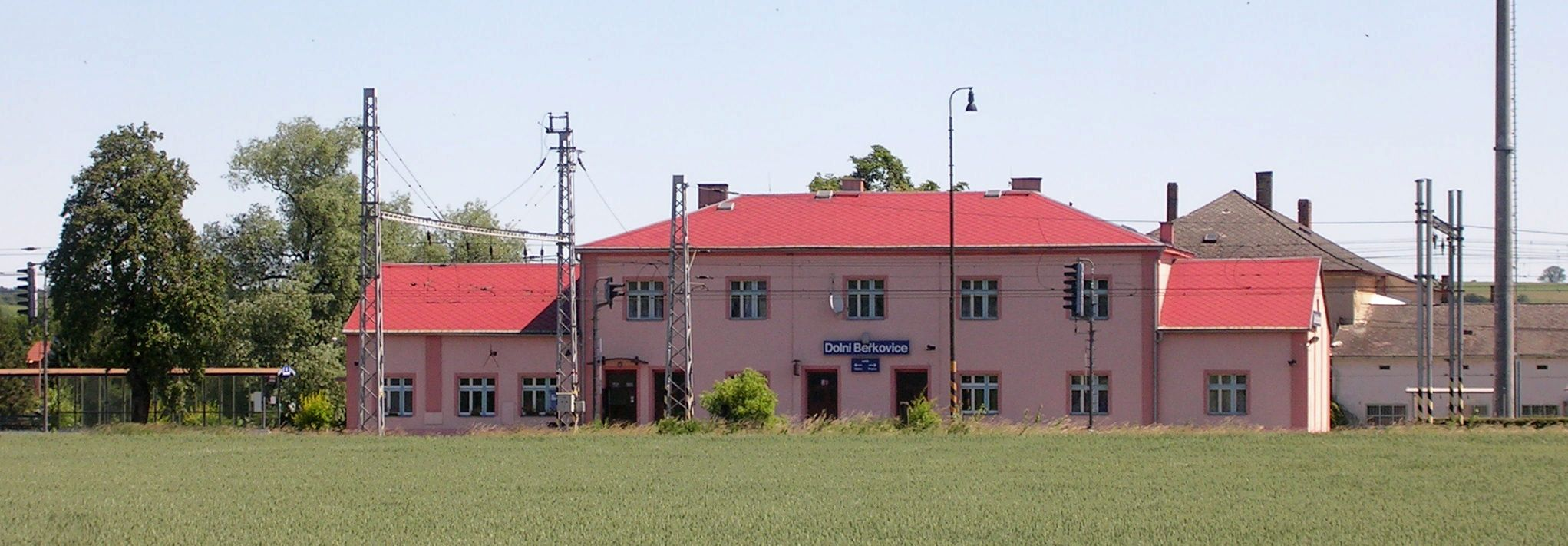
Dolní Beřkovice
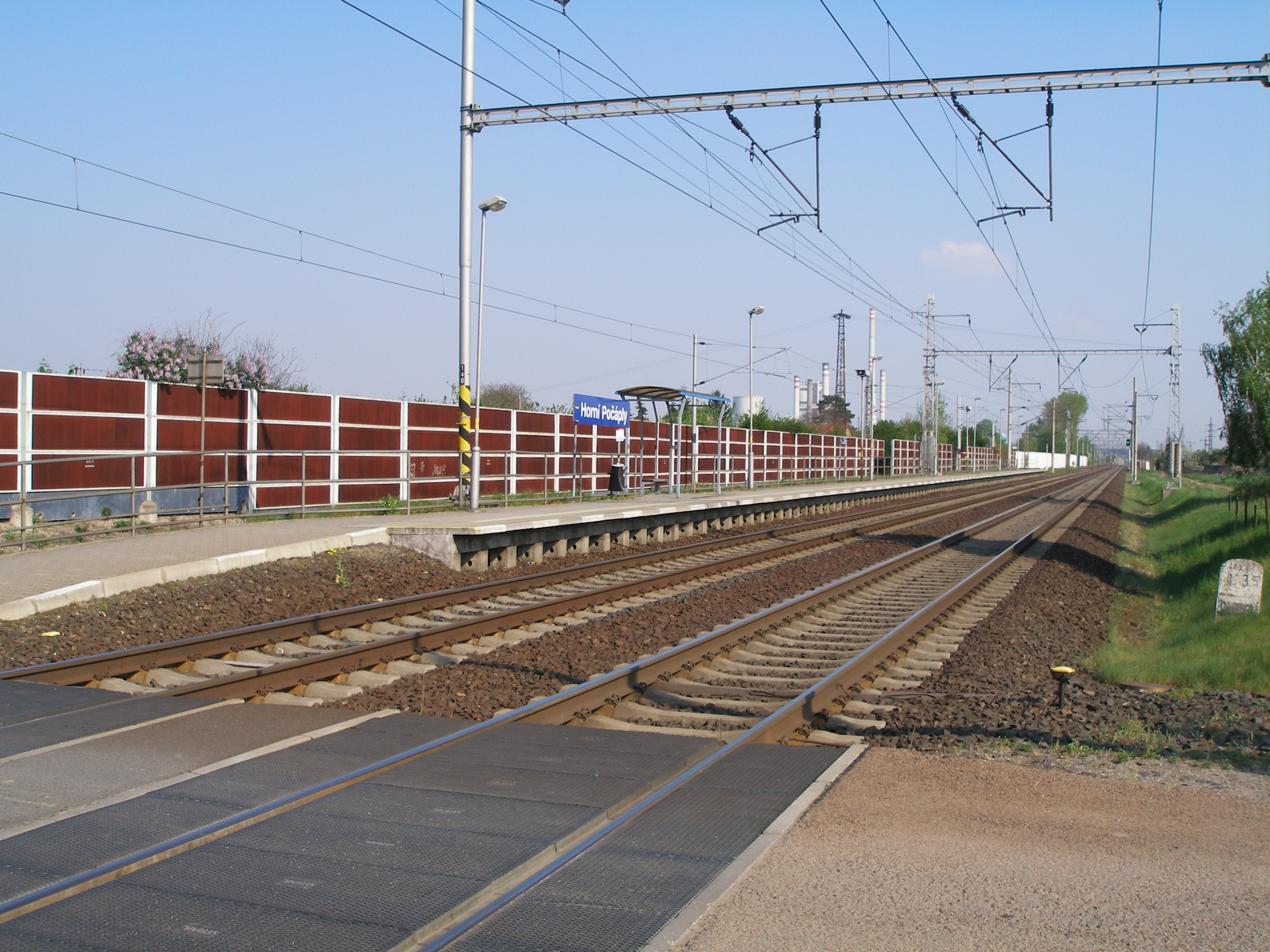
Horní Počaply
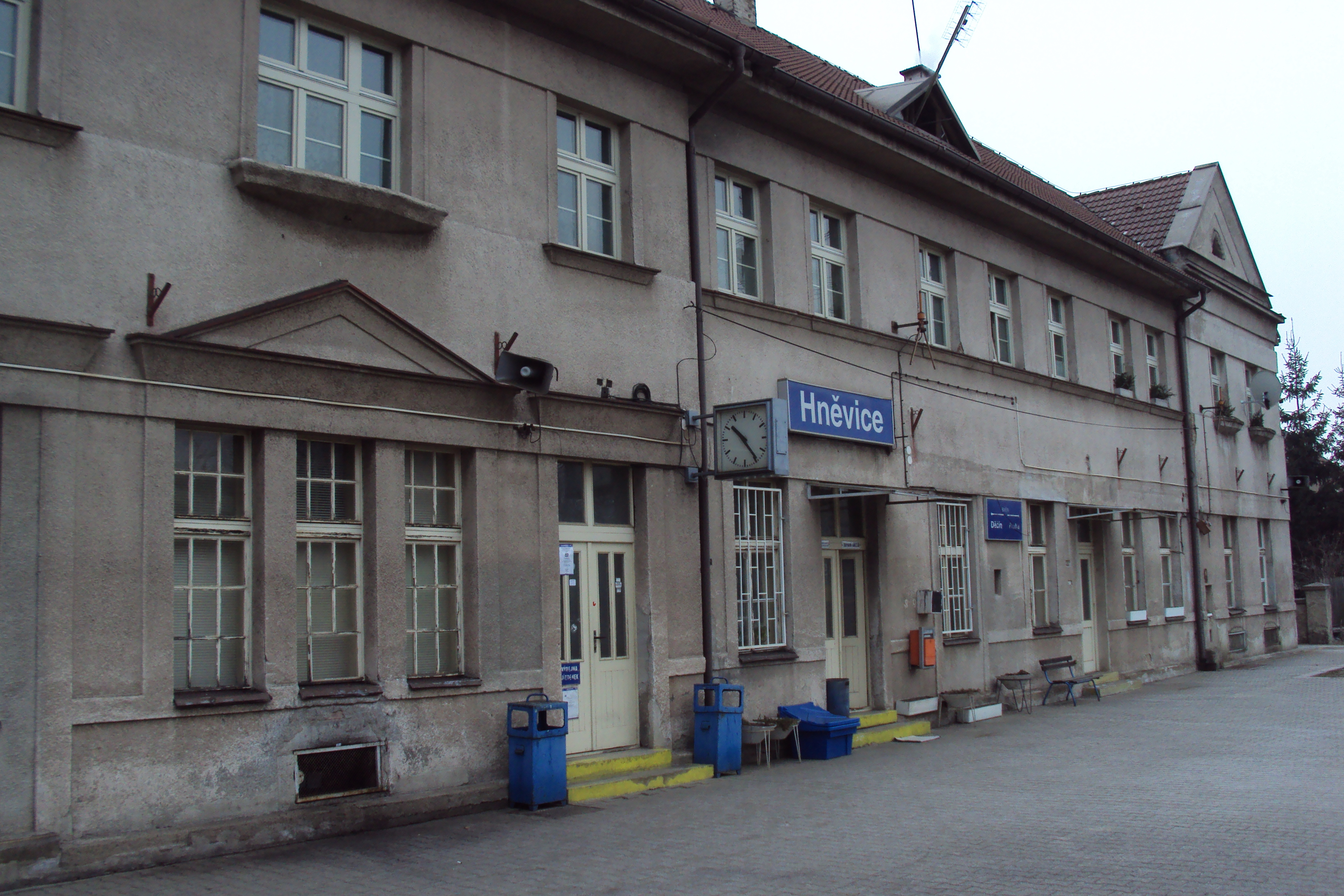
Hněvice
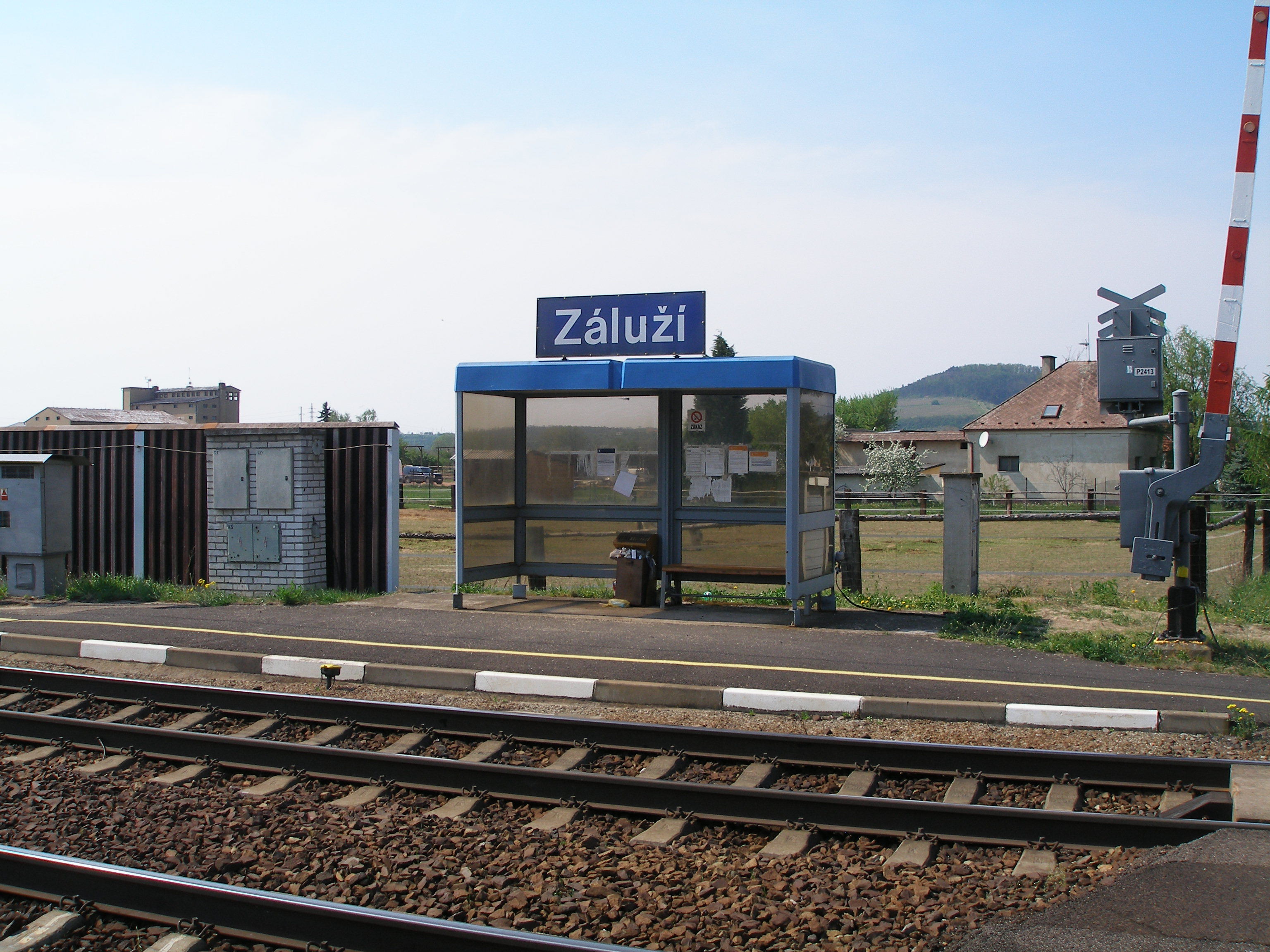
Záluží
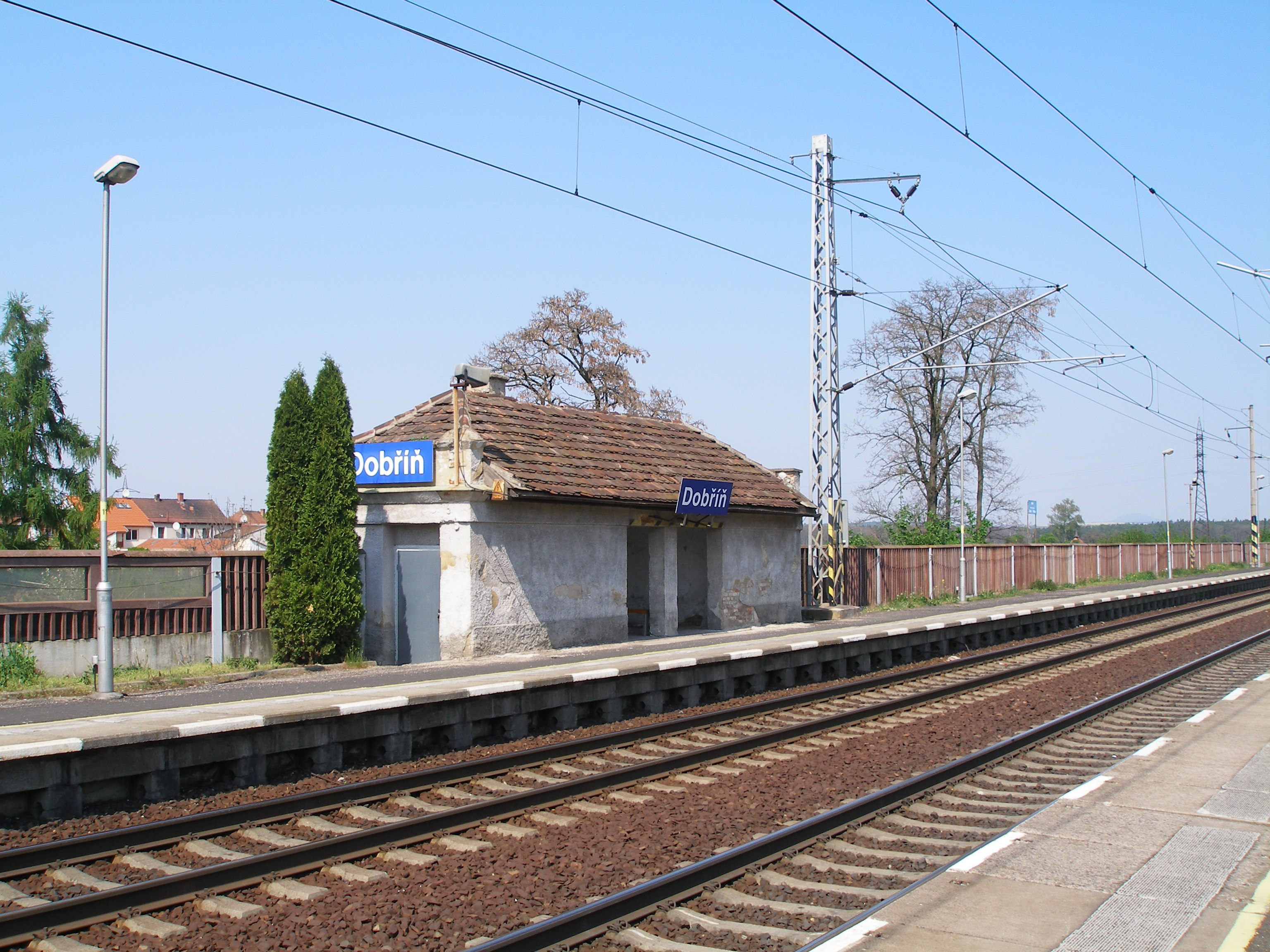
Dobříň
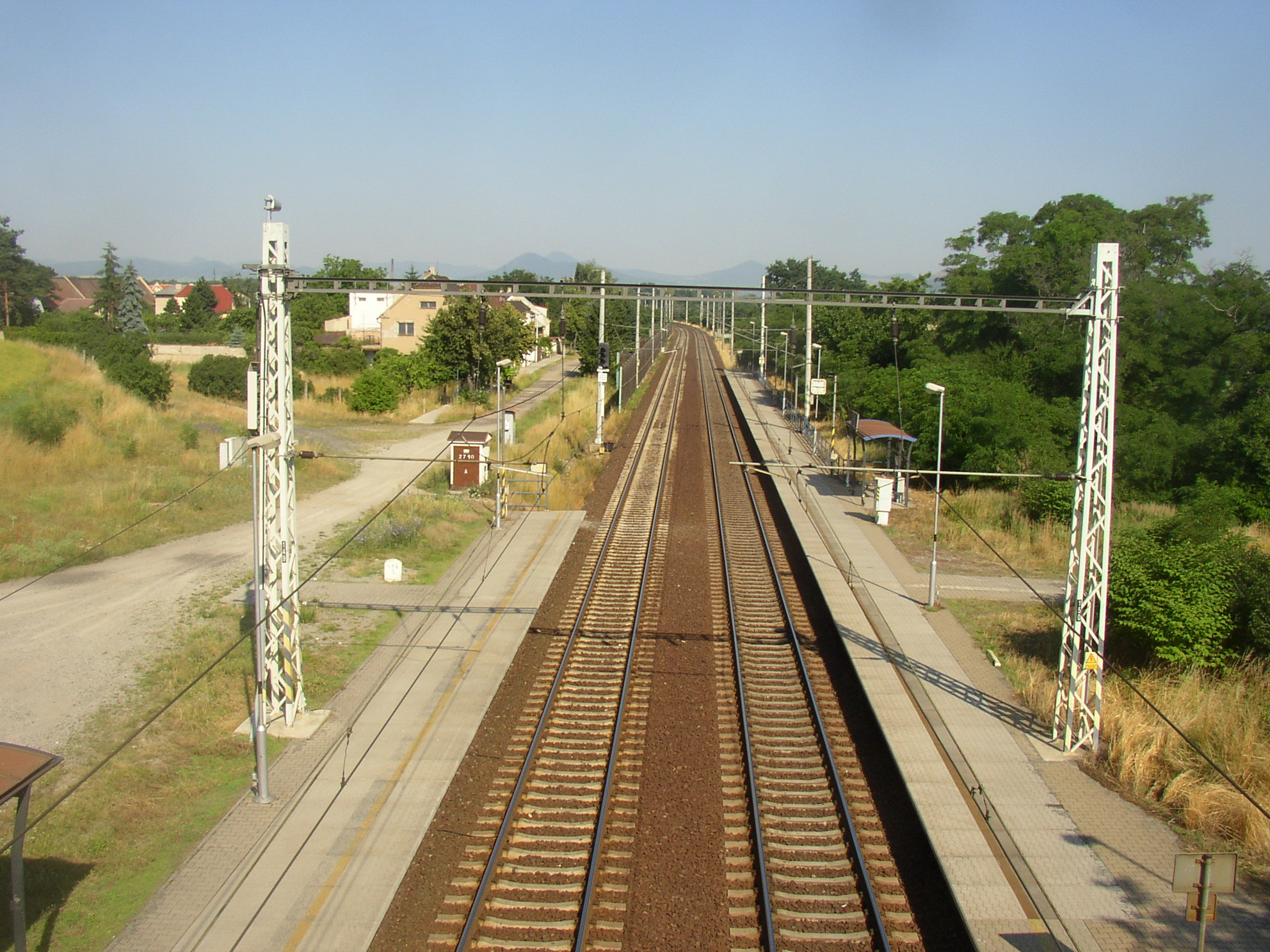
Hrdly
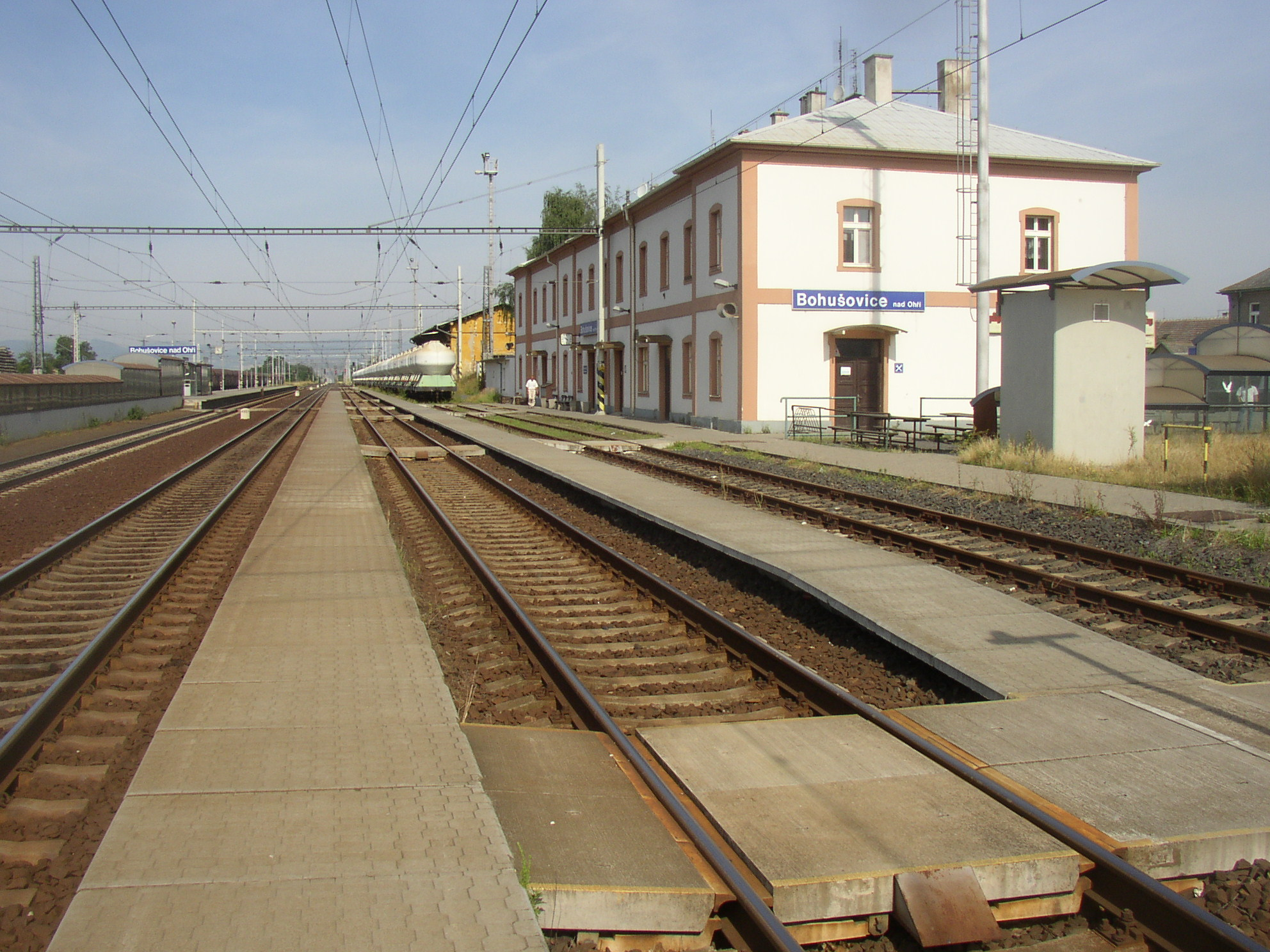
Bohušovice nad Ohří
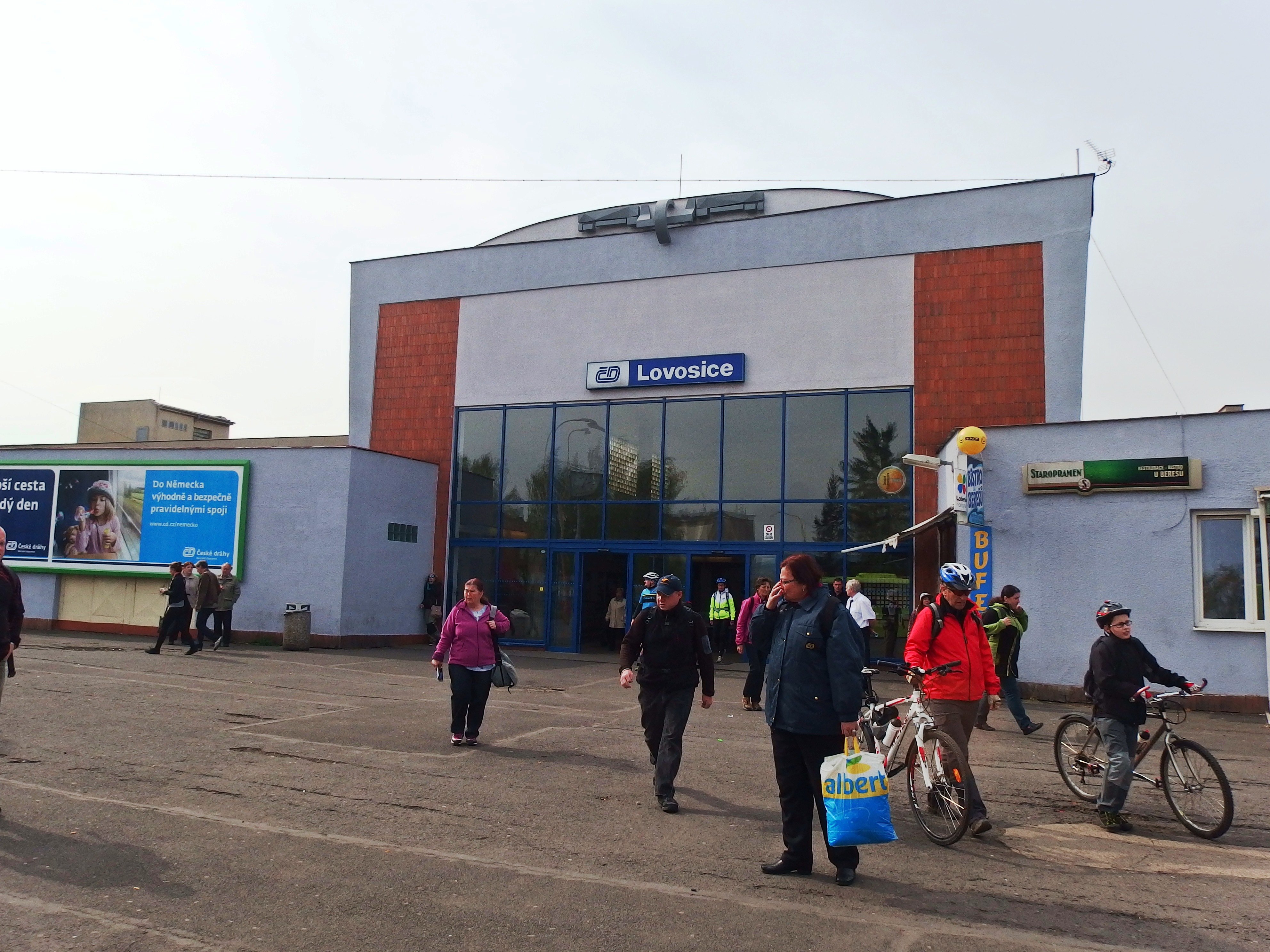
Lovosice
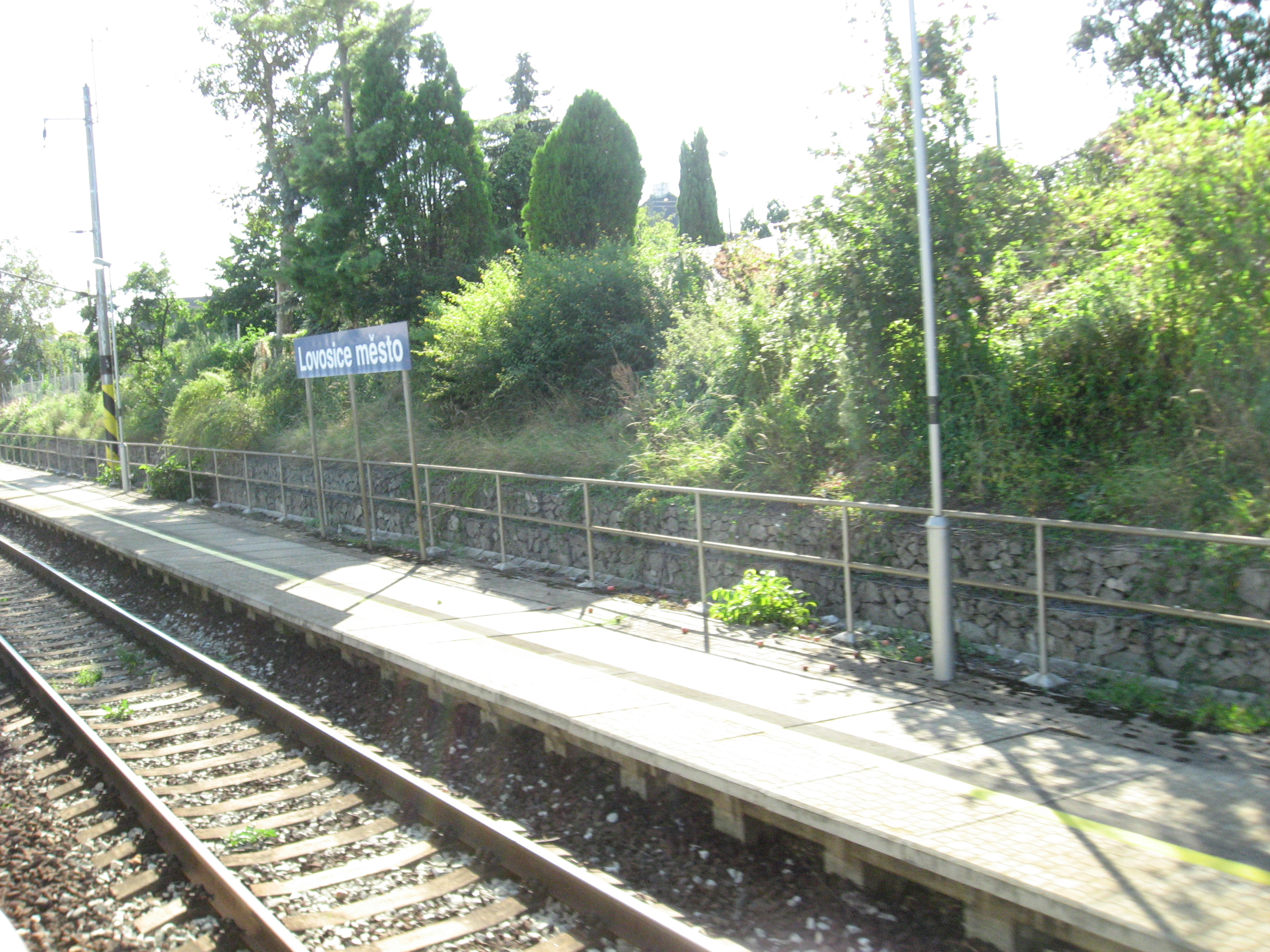
Lovosice město
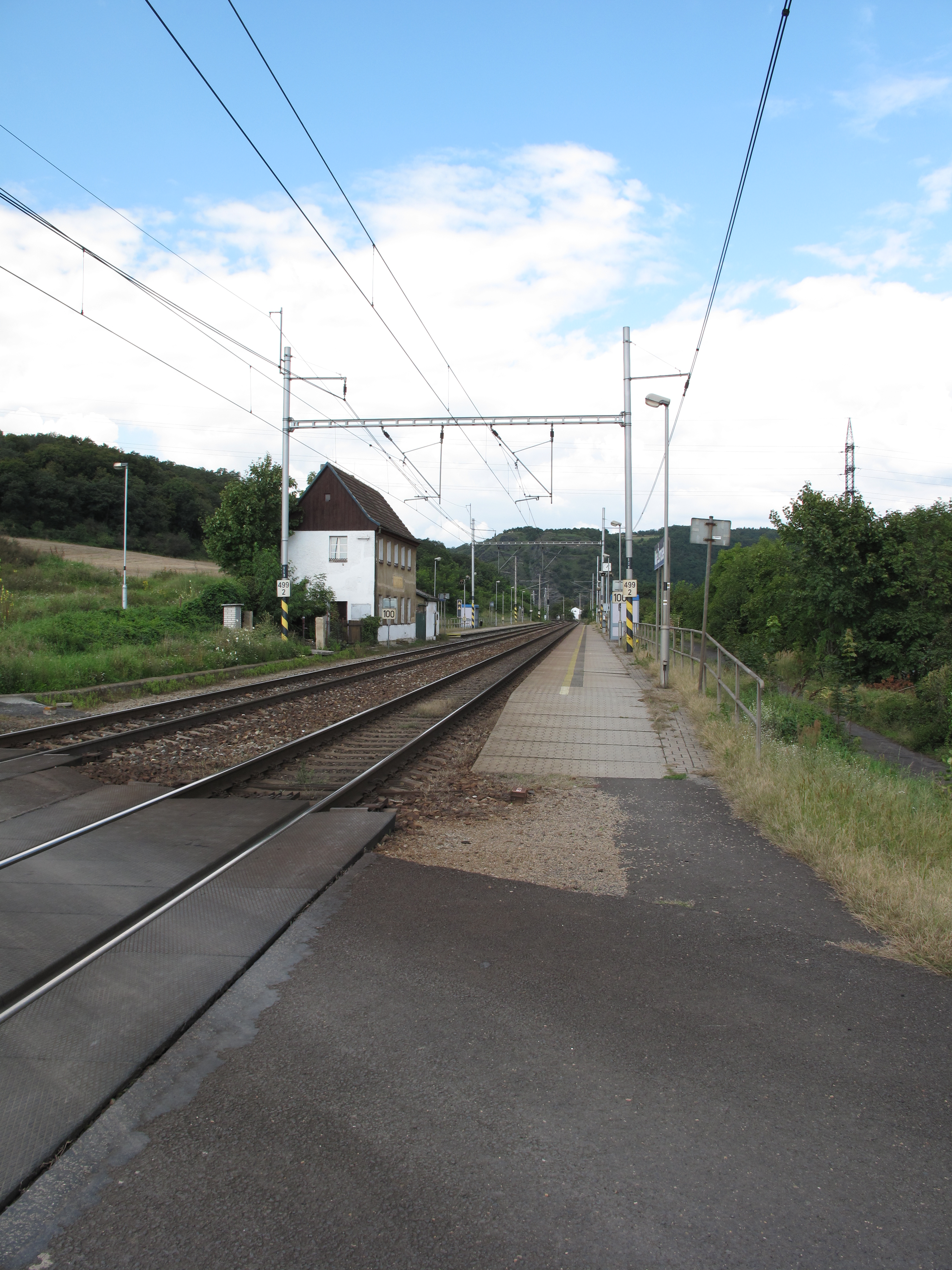
Malé Žernoseky
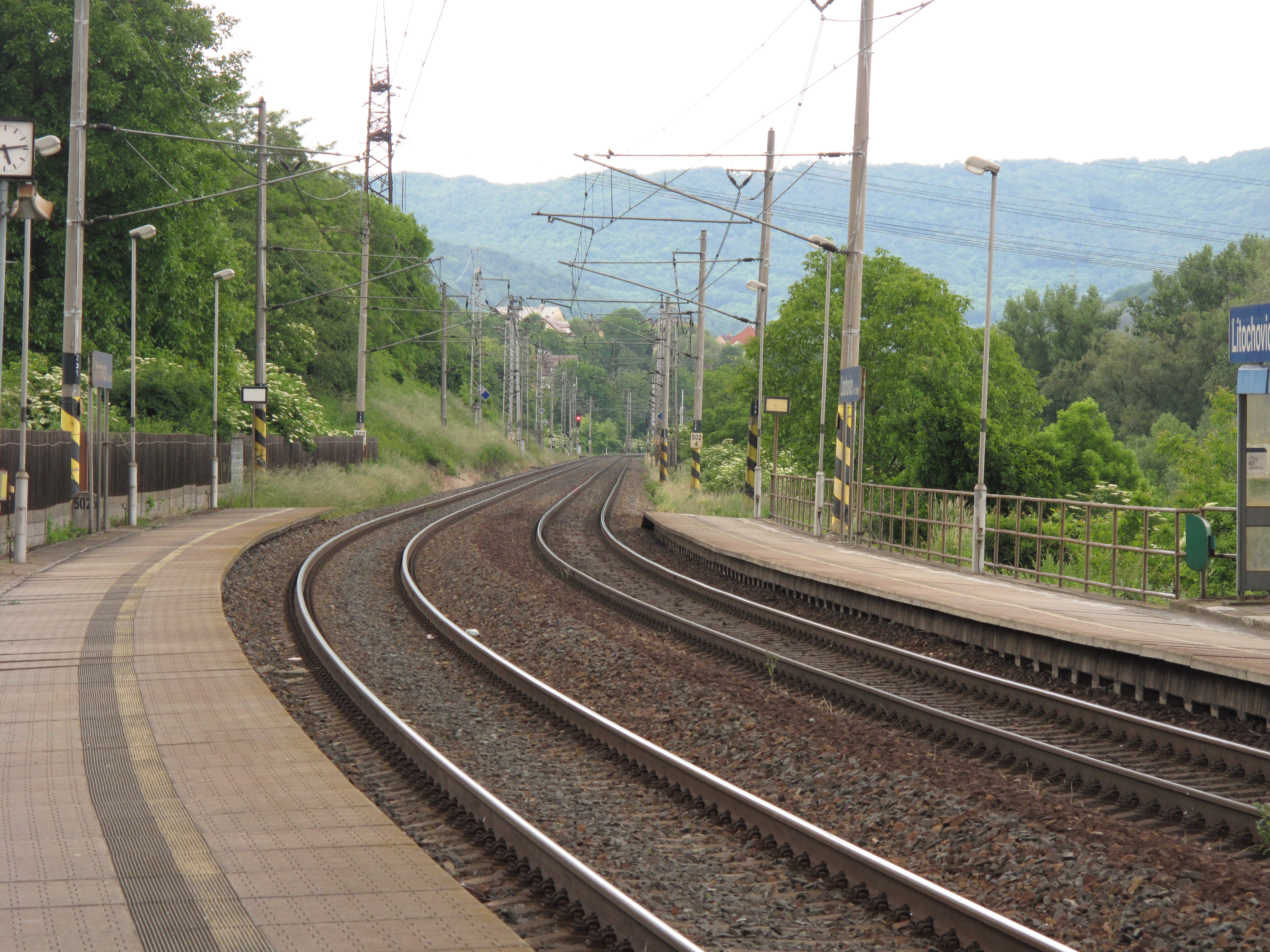
Litochovice nad Labem
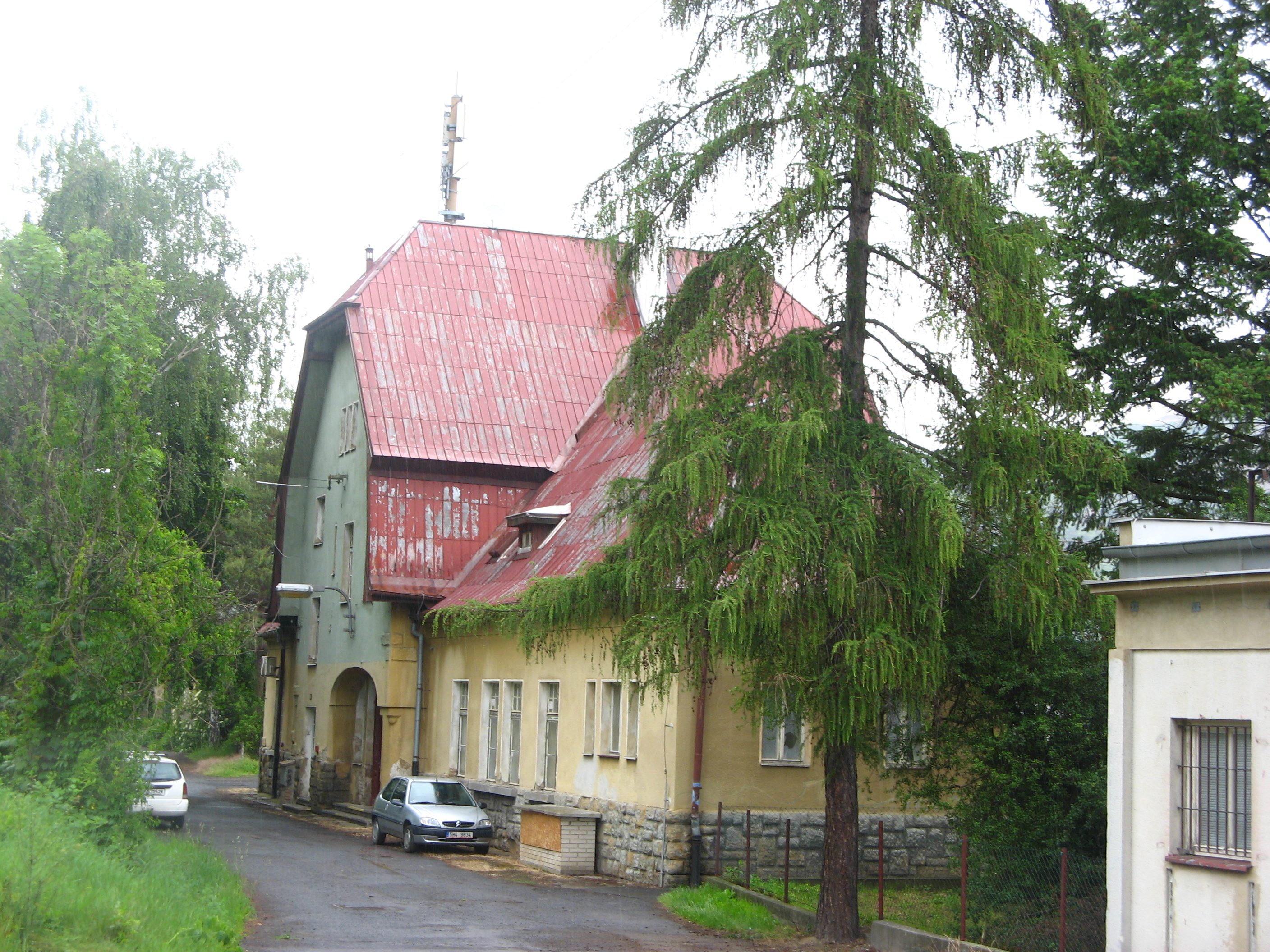
Prackovice nad Labem
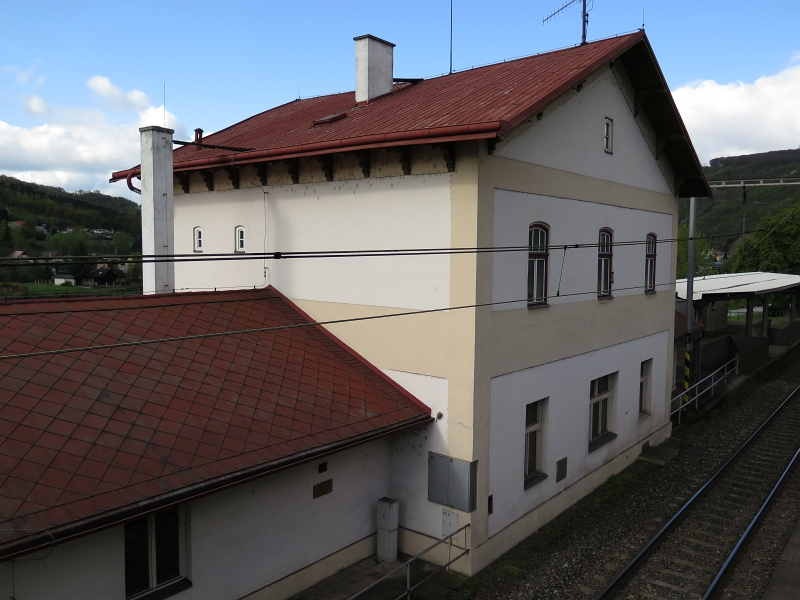
Dolní Zálezly
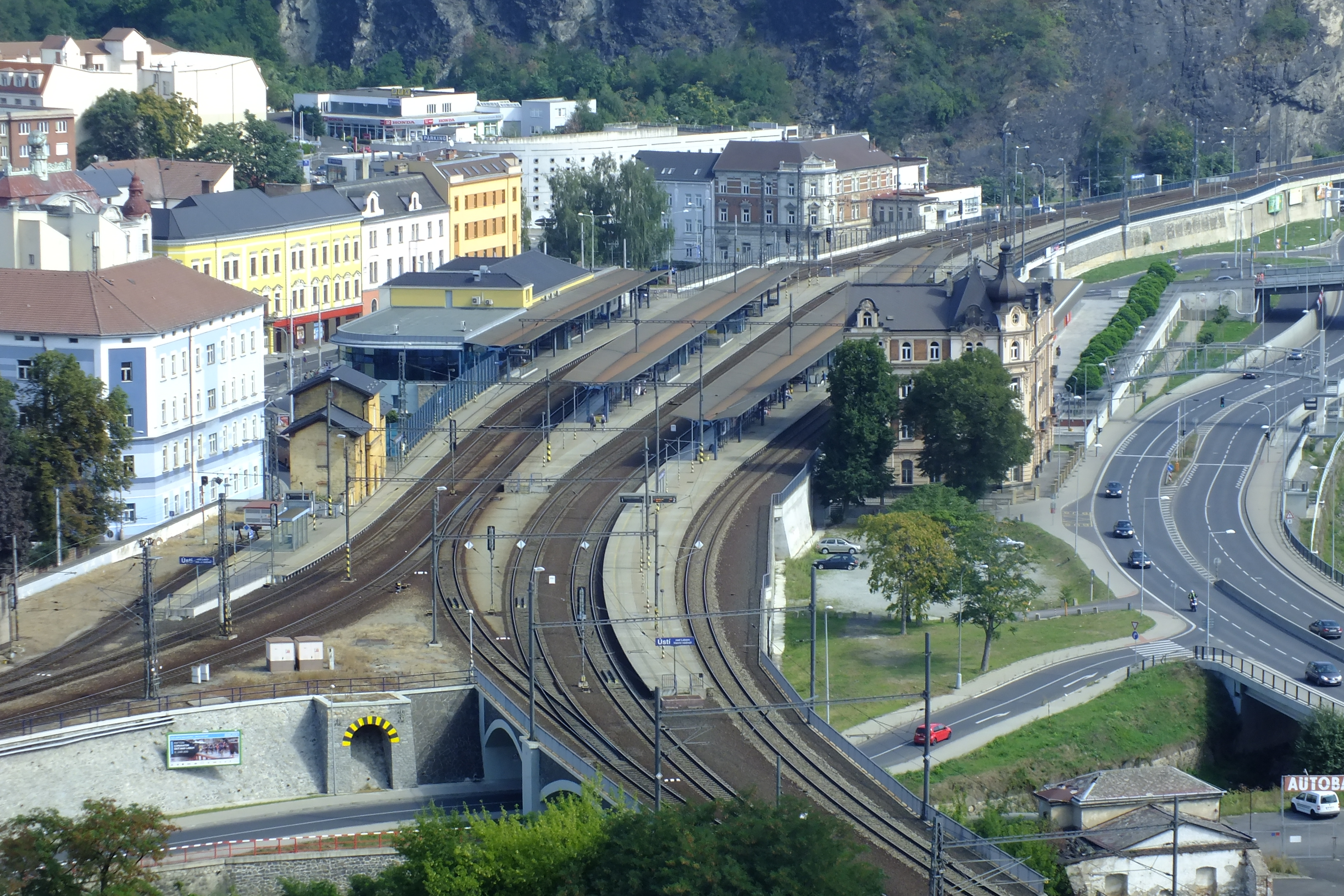
Ústí nad Labem hl.n.
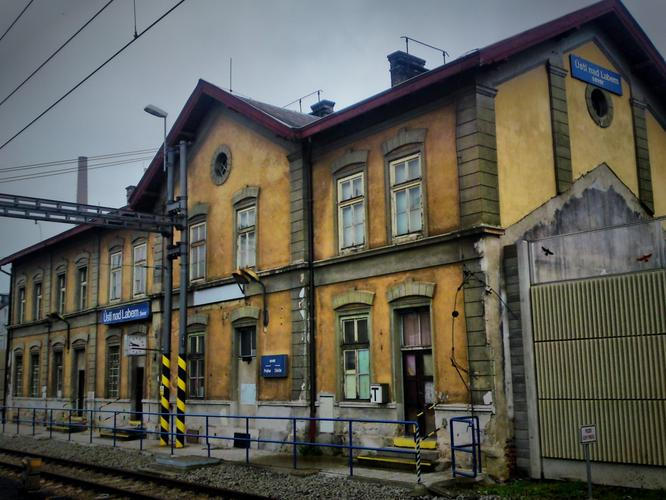
Ústí nad Labem sever
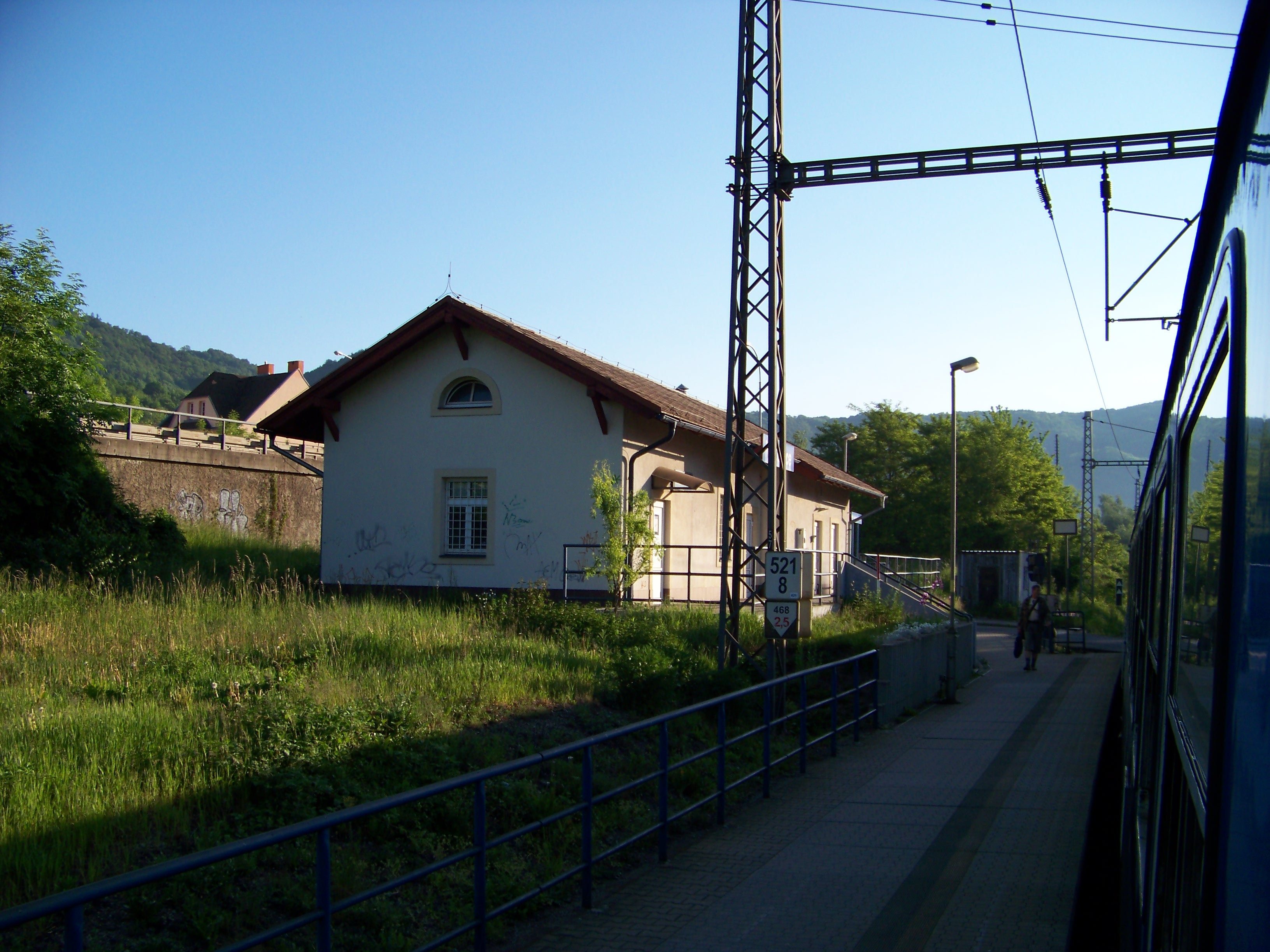
Neštěmice
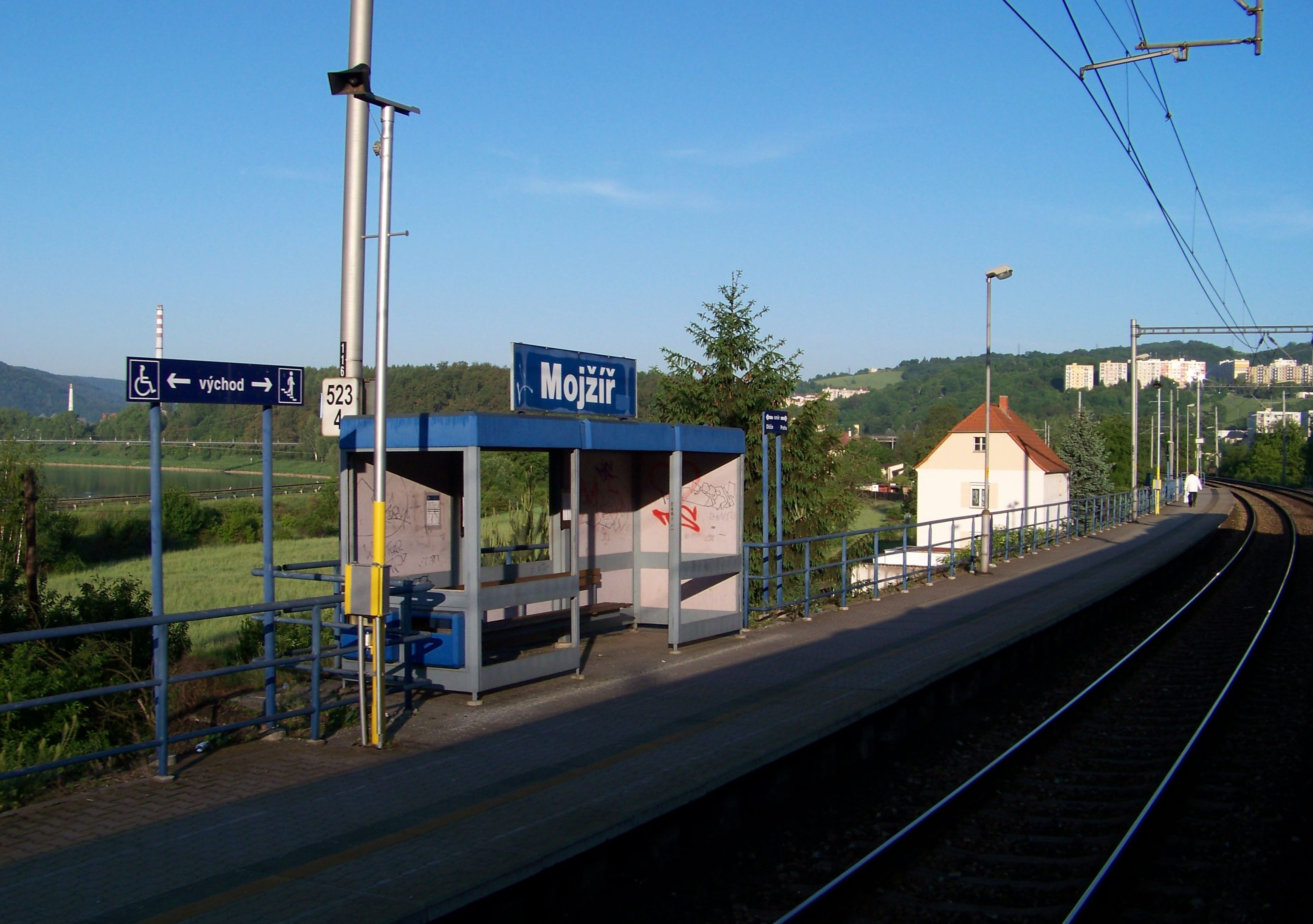
Mojžíř
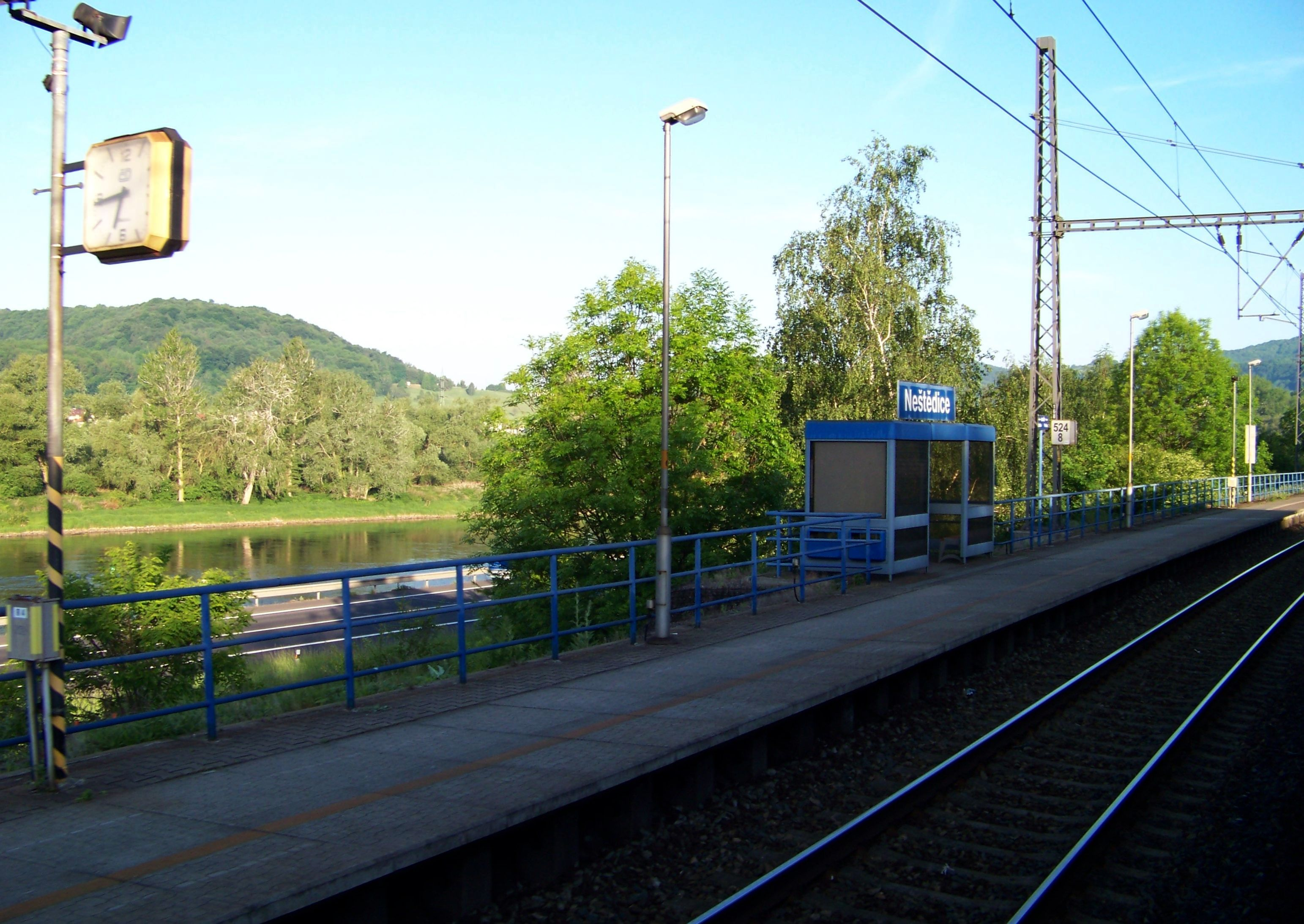
Neštědice
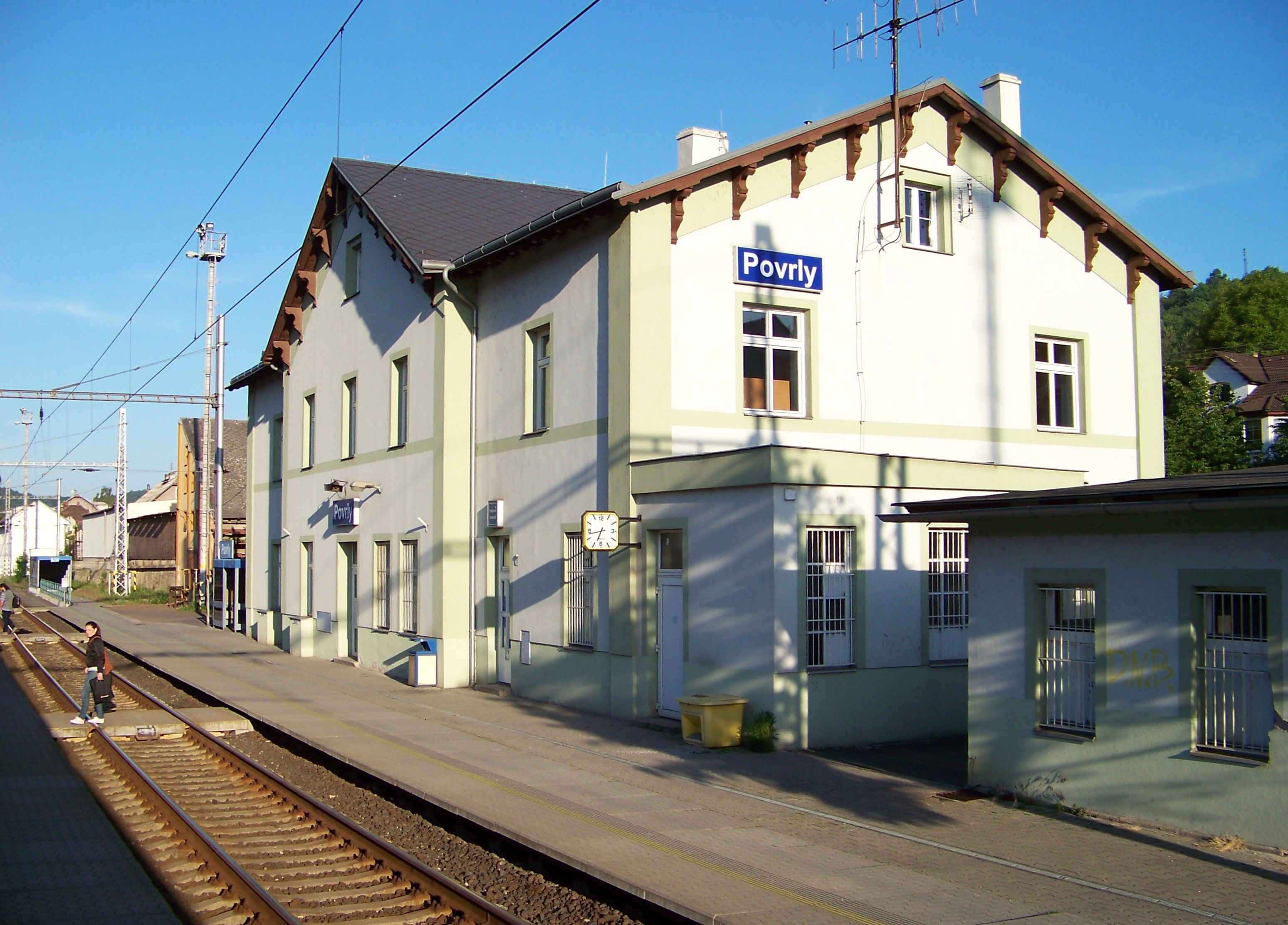
Povrly
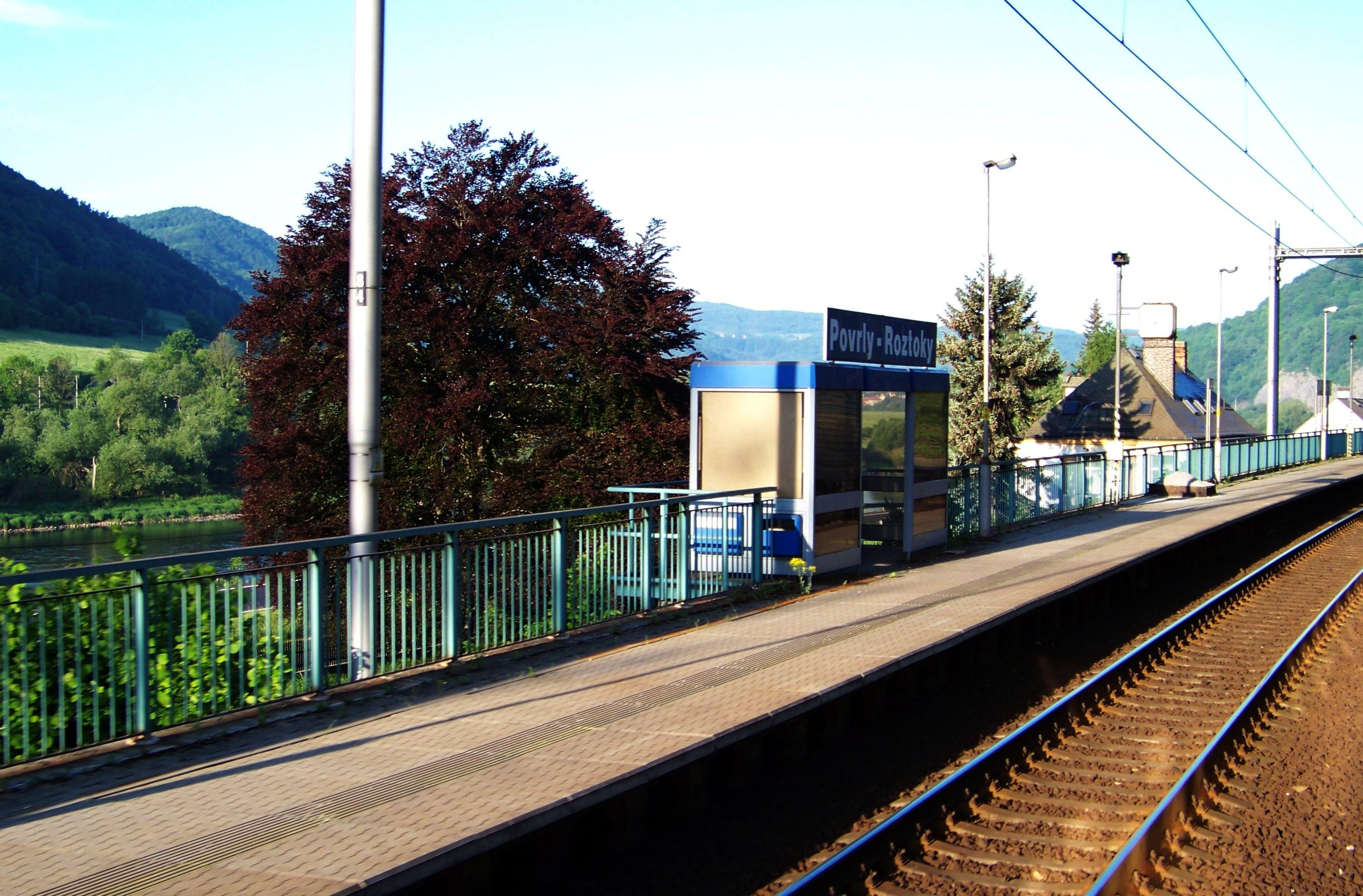
Povrly-Roztoky
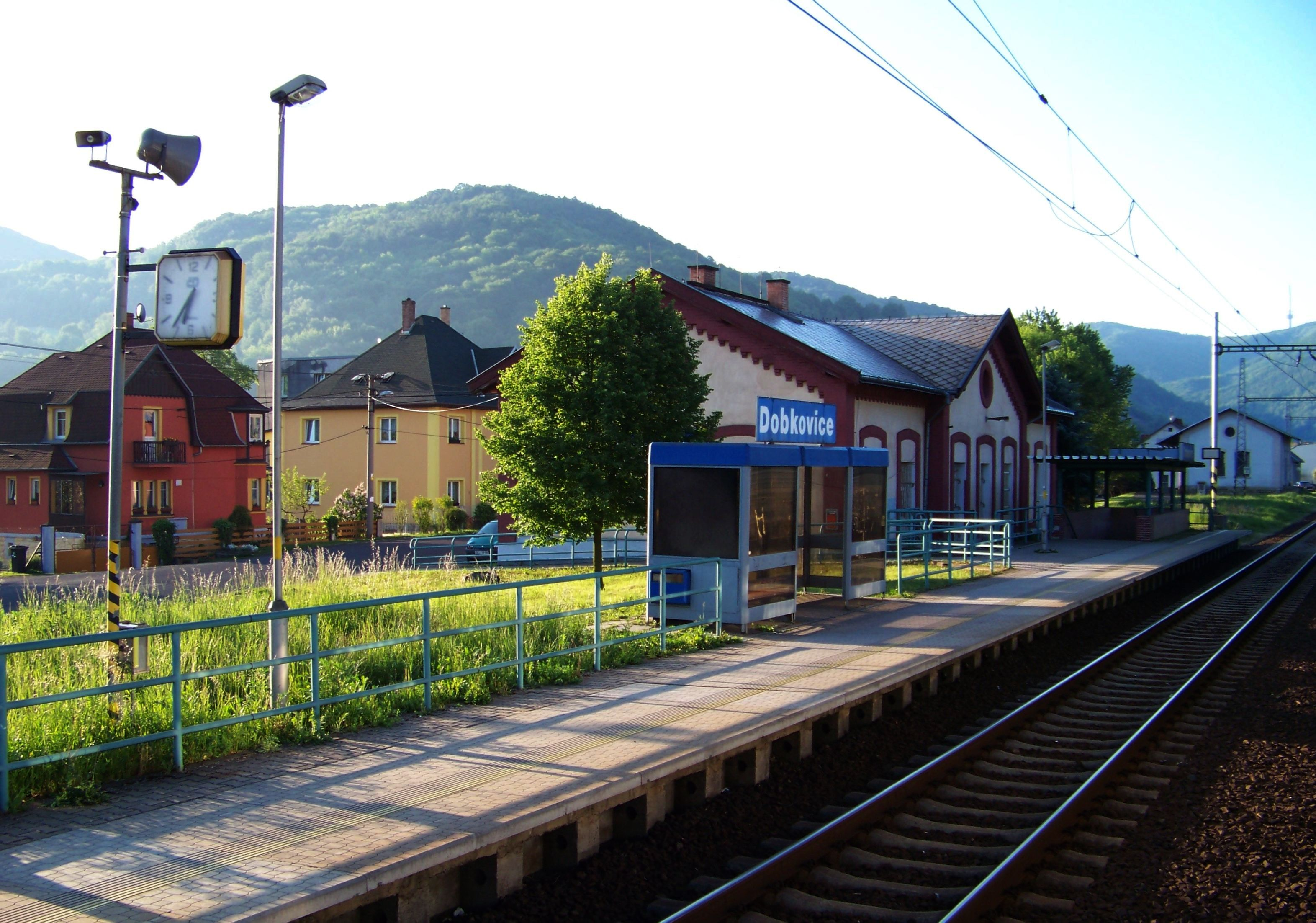
Dobkovice
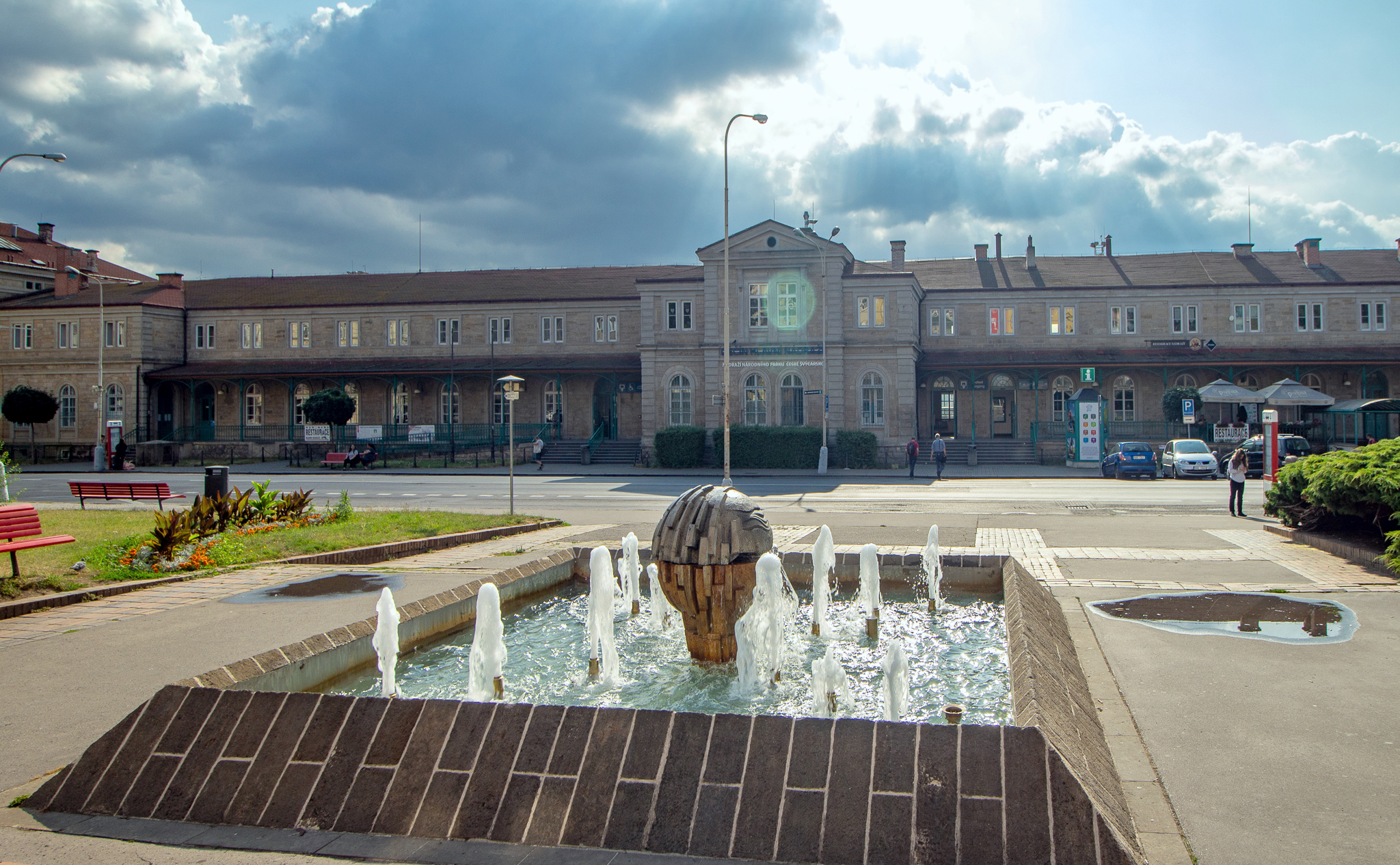
Děčín hl. n.

## Navazující tratě

### Praha
Ve stanicích Praha Masarykovo nádraží, Praha hlavní nádraží a Praha-Holešovice návaznost na další tratě.

### Kralupy nad Vltavou
- Železniční trať Neratovice – Kralupy nad Vltavou
- Železniční trať Kralupy nad Vltavou – Kladno
- Železniční trať Kralupy nad Vltavou – Louny
- Železniční trať Kralupy nad Vltavou – Velvary

### Vraňany
- Železniční trať Vraňany – Lužec nad Vltavou
- Železniční trať Vraňany–Libochovice

### Roudnice nad Labem
- Železniční trať Roudnice nad Labem – Zlonice

### Lovosice
- Železniční trať Lovosice – Česká Lípa
- Železniční trať Lovosice – Teplice v Čechách
- Železniční trať Čížkovice–Obrnice
- Železniční trať Lovosice–Postoloprty

### Ústí nad Labem hlavní nádraží
- Železniční trať Ústí nad Labem – Chomutov

### Děčín hlavní nádraží
- Železniční trať Děčín–Rumburk
- Železniční trať Děčín–Drážďany
- Železniční trať Děčín – Oldřichov u Duchcova

## Ohlasy v umění
Jedná se o železniční trať, která inspirovala českého hudebního skladatele Antonína Dvořáka k napsání jeho sklady Humoreska. Inspirovaly jej časté cesty z jeho rodiště v Nelahozevsi do Prahy.[zdroj?]

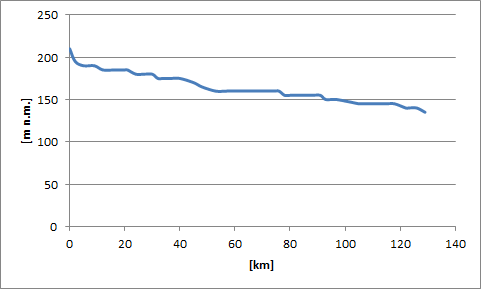
Výškový profil tratí 090 a 091